# 扉

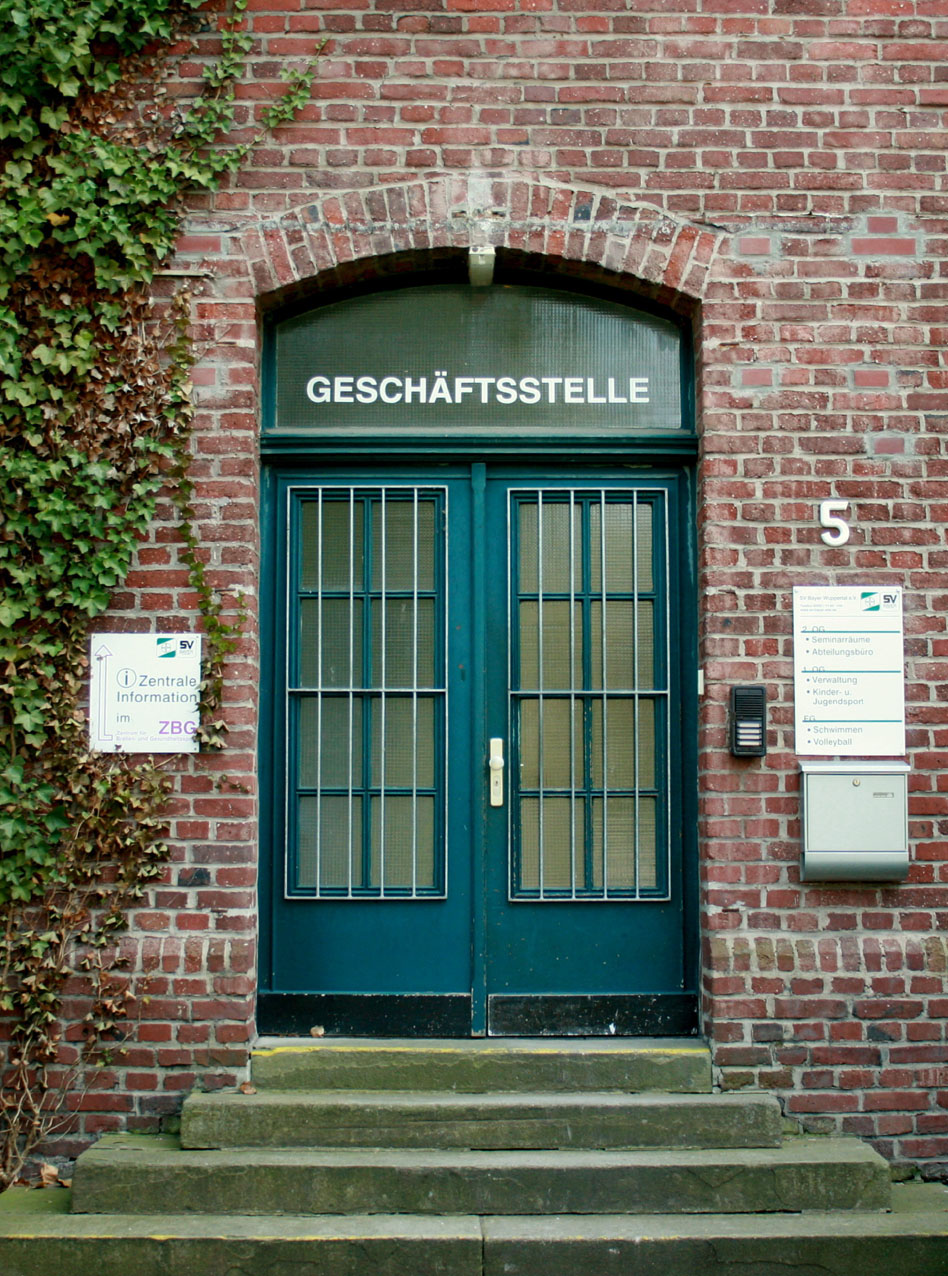
バイエルスポーツ公園の記念館のドア（ドイツ ヴッパータール市）

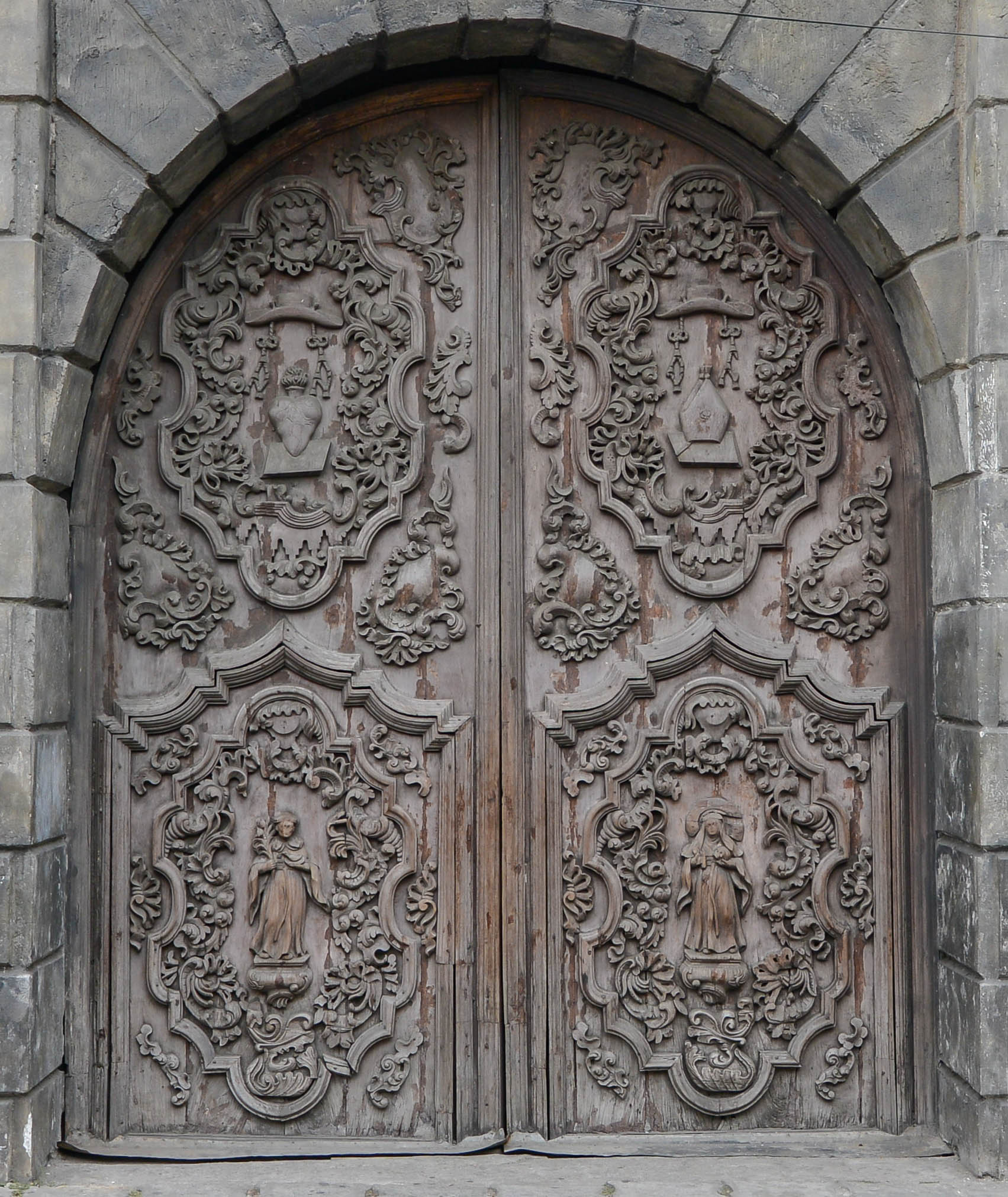
彫刻の施された木製扉

内側から見た扉

扉（とびら、英: door、ドア）とは、建物や部屋などの入口などにつけられ、開口部を閉じたり、外部と遮断する機能をもつ部分。

## 概説
ドア（扉）とは、建物、部屋、乗り物などの出入口、あるいは食器棚などの出し入れ口などにつけられ、開口部を閉じたり、内部と外部を遮断する機能をもつ部分のことである。開口部を閉じ、内部空間と外部空間を遮断する役目をする。
望む時にだけ人や物が出入りし、望まない時には出入りできないようにはたらく。たとえば家屋では、望まれない時に部外者、動物、風、風にあおられた雨や埃などが内部に入ることを防ぐ。乗り物のドアは望まれない者が内部に入ることを防ぎ、また乗員・乗客・貨物などが外部に飛び出してしまうことを防ぐ。
ドアの基本的な機構としては蝶番式、スライド式、回転式などに分類でき、それらは「開き戸」「引き戸」「回転扉」と呼ばれる。→#機構による分類
機能と追加部品群
特に特定の人だけ出入りできるようにする場合（また特定の人だけ物を出し入れできるようにする場合）は扉に錠（ロック）がつけられる。これにより鍵（キー）を持つ人だけが出入りできる。
開閉時に、手で握り、開閉するための力を入れる部分としてドアノブやドアハンドルがとりつけられる。閉じた状態から（風圧などによって）勝手に開いた状態に移らないようにする場合、ラッチが組みつけられる。ラッチはドアノブやドアハンドルの動作と連動するようにされていることが多い。引き戸であれば指で触れ横方向に力を入れるための「取っ手」がつけられ、ラッチは無いことが一般的。
扉と窓の線引き
なお人の出入りや物の出し入れを主目的としない開口部を閉じるガラス製の部分は「ドア」ではなく、「窓」に分類されることが一般的である。人が出入りする「フランス窓」、「掃き出し」などを、「ドア」「窓」のどちらに分類するかは、業界や立場によって異なる。

## 歴史
ポンペイの遺跡には、おそらくアウグストゥスの時代のものと見られる大理石製のドアが残されている。
古代ギリシアの2世紀のLangazaの墓から出土したドアが、イスタンブールの博物館に保存されている。

## 機構による分類
扉の基本的な機構（構造、動作）による分類。

### 開き戸
蝶番で止められた部分を軸に弧を描いて開閉する。蝶番の発明以前（発明後でも伝来していない地域）においては、戸の一端に軸材（「とぼそ」「くるる」等と呼称）を通したものも存在した。
片開き戸と両開き戸があり、突き上げて支えている戸が「突上戸（つきあげど）」、両開き戸は観音開きといわれる。
現代の建物では、ドアノブやドアハンドルを回して開閉するものが一般的である。
開き戸の付く出入口の下枠を沓摺（くつずり、英語：door sill)といい、堅木や石、ステンレスなどで作る。
外開き・内開き
内開きは、防犯上の都合でこじ開けや蝶番壊しに強い利点があり。一方、外開きは、玄関で靴を履き替える文化がありスペースを確保することが求められたり、地震や火災の時に荷物が崩れているとドアが開けられないなどの理由で設置される。

### 引き戸
溝やレールに案内され、左右に戸をスライドして開閉する。上吊式の引き戸もある（「吊り戸」と言う）。自動扉（自動ドア）も引き戸が一般的。鉄道車両では世界的に一般的である。日本の路線バスの中扉でも使われていることが多い。
引き戸を開いたときの収納スペースを戸袋という。戸袋を持たないものも、機構的にはもちろん引き戸の一つといえる。
レールや溝の上を直線的に移動する単純な引き戸に対し、リンク機構で扉の動き（軌跡）を変化させるものは、「プラグドア」や「スライドドア」と呼び、区別することがある。

### グライドスライドドア

グライドスライドドアの動作。青い部分がドア本体。

間口の取れない場所や、バスなど（特に都市新バスシステム、ノンステップバスの前扉）に用いられている、開き戸と引き戸の長所を組み合わせ、ヒンジに当たる回転軸（支点）が、リンク機構で円弧状に移動するタイプのものを、グライドスライドドアと呼ぶ。扉の稼働部に人が立つと開かなかったり事故の原因になるため、立たないように色を変えたり注意喚起をしている場合がある。

### 引込み扉
引戸の操作性を持つ開戸タイプの扉で、引き代スペースを確保できない場合などに使用される。開き方は前述のグライドスライドドアに似ているが、支点にリンク機構は無く、レールなどで直線的に移動する。そのため、開いた状態では基準となる線（扉の閉位置）の両側に扉が張り出す。

### 折戸（折り戸、折り畳み戸）

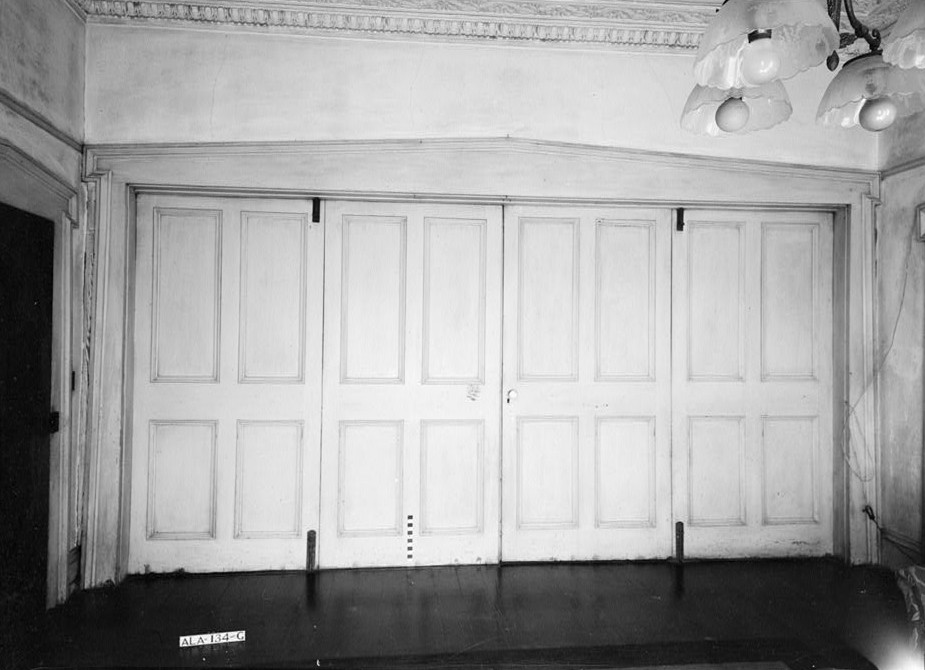
折戸の一例

折戸（おれど、おりと）、または折り戸、または折り畳み戸（英語：folding doors)とは、開いたときに折りたためるようになっている戸の総称。収納部分に用いることが多いが、間仕切り用のものもある。また日本の家庭のユニットバスの出入り口によく用いられる。
乗り物のバス（主に前扉に使われるが、近年のものは、路線バスを除き前扉に上記グライドスライドドアを採用したものが多い）や、一部の鉄道車両（主に特急用主体）の乗降口にも使われ、車体構造やスペースの都合で、戸袋を設けることができない場合に採用される。バス車両（中扉）や一部の客車においては折戸を2つ組み合わせた「4枚折戸」も存在する。

### 回転扉
回転扉（revolving door）とは、回転軸を中心に2枚から4枚の扉を放射状に設置し、それが円筒形の風除室内で回転することで、室内と室外の遮断を維持したままの出入りを実現するドアである。他のドアと同様、手動式と自動式がある。安全のために極力軽量であることが望ましい。

上から見た回転扉の構造図

回転扉を導入する利点としては、「建物の密閉性を維持して冷・暖房の空調効果を高めること」と「外から吹き込む風によって建物内の部屋のドアが開きにくくなる現象を防げること」が挙げられる（そのため冬の寒さの厳しい北ヨーロッパで誕生、発達した）。また、東京ドームのような空気膜構造式ドーム建築物（室内の気圧を高めて屋根のドームを膨らませるもの）においては、空気漏れを防ぐために通常の出入口にも回転扉が用いられている。
回転部分（風除室部分）を大径化したり楕円形にすることで車いすでの出入りに配慮したものや、引き戸と組み合わせることで自動車など大型物品の搬入を可能にしたもの、非常時には扉を畳んで出入り口を開放することのできるもの、個人認証などと組み合わせたセキュリティ用途のものなど、さまざまな種類の回転扉がある。
日本では、空調効果を高めるために大型商業施設や超高層ビルで導入されることが多かったが、2004年（平成16年）3月の六本木ヒルズ森タワーの自動回転扉で発生した事故以降、六本木ヒルズをはじめとして自動回転扉をスライド式自動扉に改造するなどして回転扉が撤去される事例が増えていった。2013年時点で全国240台程度に減っている。

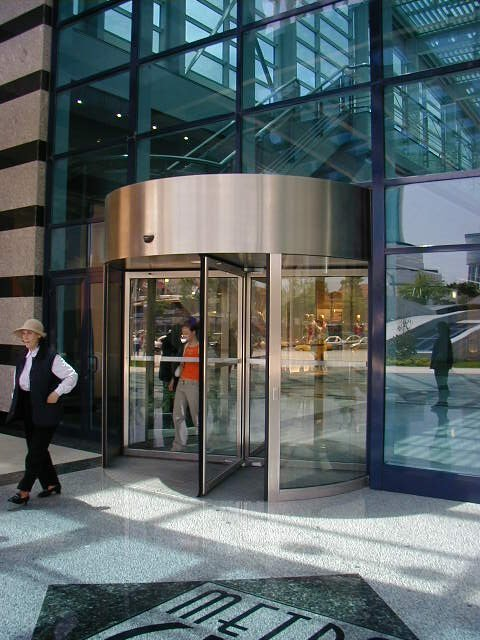
トルコの回転ドア
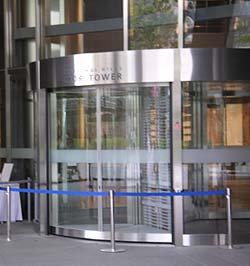
森タワーの回転ドア （事故後の2004年4月撮影。使用停止となっている）

## 動力による分類
以下は扉を動作させる動力による分類。

### 手動扉
人が身体の力を用いて開ける扉。手動の扉。歴史的にももともと扉は手動であった。現在でも建物では、もっとも一般的な扉。建物の扉では単に「扉」と言えば基本的には手動の扉を指している。
公共の乗り物では20世紀に自動ドアが増え、自動ではないドアを意識的に呼び分けるために、レトロニムを用いて、「手動ドア」「手動扉」と呼ぶことがある。

### 自動扉
動力を用いて自動で開閉する扉。
主に電気モーターや空気圧を動力源として使っている。ここまでに述べたすべてのタイプの扉には自動扉が存在する。

## 建築物のドア
用途に適した材料で作られる。木製、金属製（ブロンズ製、鋼鉄製）、日本では材木と紙を組み合わせたものも用いられる。
一般家屋では玄関扉、通用口（裏口）の扉、各部屋の出入口の扉、クローゼットの扉、バスルームの扉などがあり、それぞれの機構、大きさ、材質、追加部品がある（後述）。
出入り後に自動で閉じるようにばねを追加したり、閉じる時に大きな音がしないようにゆっくり閉じるドアクローザが広く普及している。機械的な動力で自動で開閉する扉（自動ドア）も普及している。
空気は出入りさせるが虫は出入りさせないようにする場合、網戸を加える。

### 玄関扉

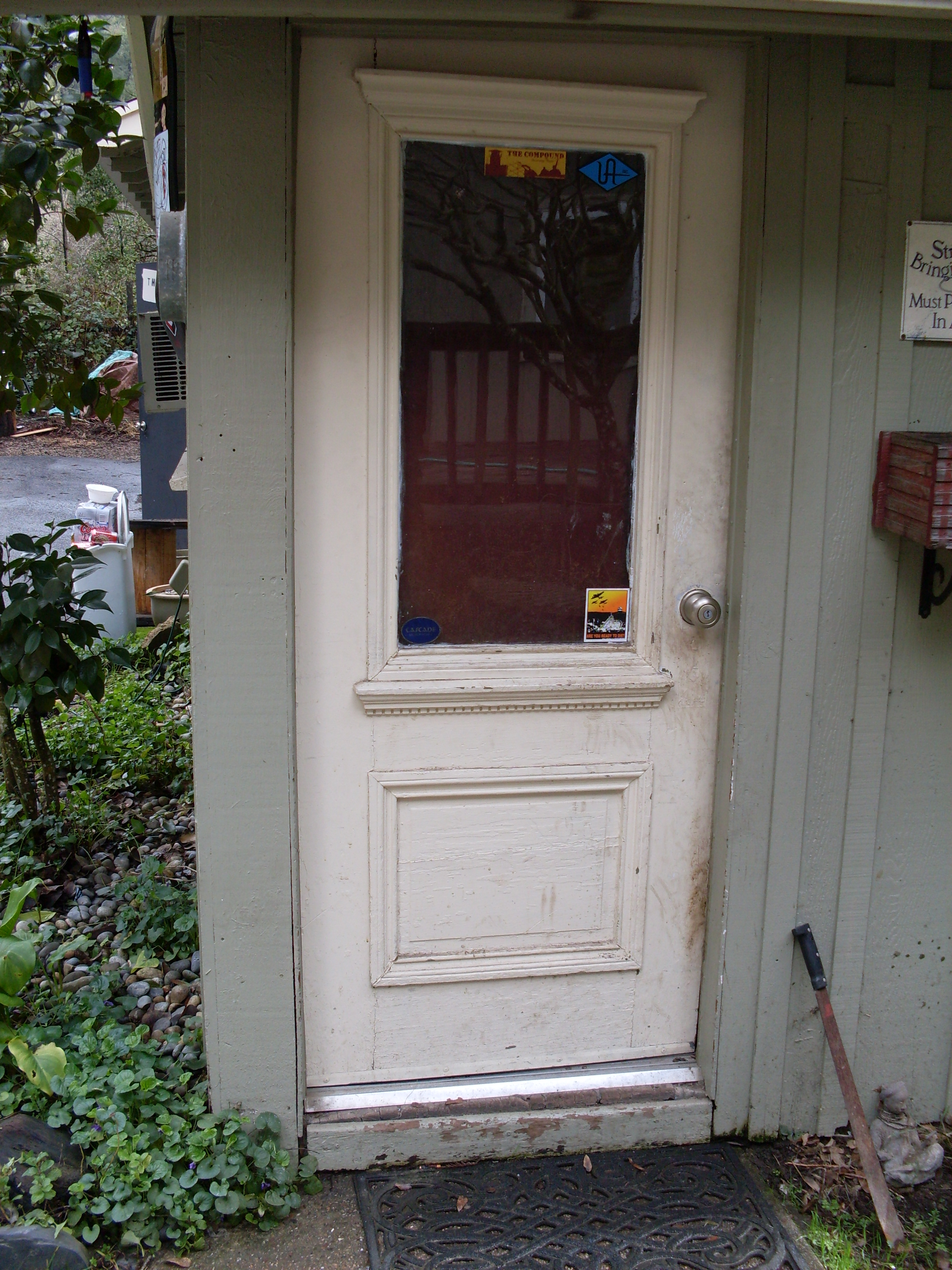
通用口のドア

玄関の開口部につけられる扉。泥棒等の侵入者を防ぐため、比較的しっかりした錠（ロック）がつけられることが多い。
玄関扉は建物（集合住宅なら部屋）の内側から外側へ押し開く構造の開き戸が比較的多い。来訪者の第一印象にも影響を与えるので、ひとつの建物の中のドア群の中でも比較的立派なつくりになっていることが多い。扉や来訪者が雨にさらされないように玄関には庇やポーチがつけられることも多いが、それらが無い玄関につけられる玄関扉は高頻度で雨にさらされるため、強い耐雨性も求められる。
分厚い玄関扉では、外から建物や部屋の中の人を呼び出すために、欧米では伝統的に、扉にドアノッカー（扉を叩くための金具）がつけられる。代わりに呼び鈴で済ますことや、近年ではドアホンが取り付けられることもある。
超広角の特殊レンズで外にいる人を見られるようにするドアスコープが取り付けられているものもある。

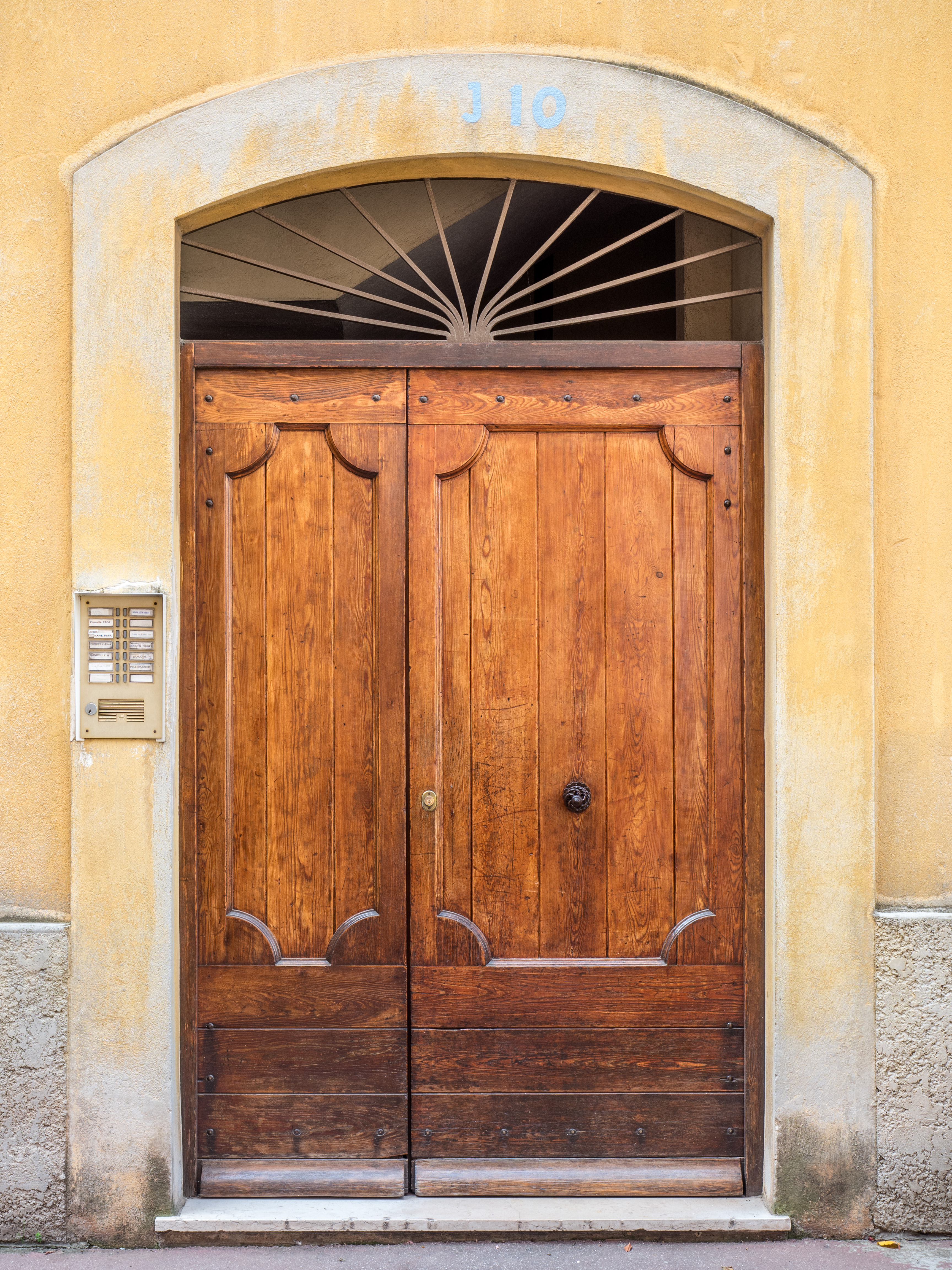
ドイツ、ニッツァの玄関ドア
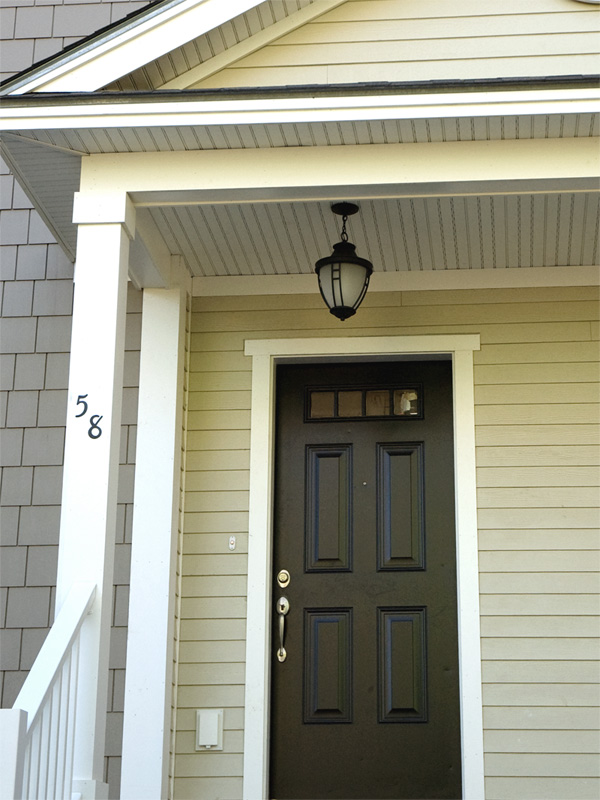
米国マサチューセッツ州ボストン郊外の住宅の玄関ドア
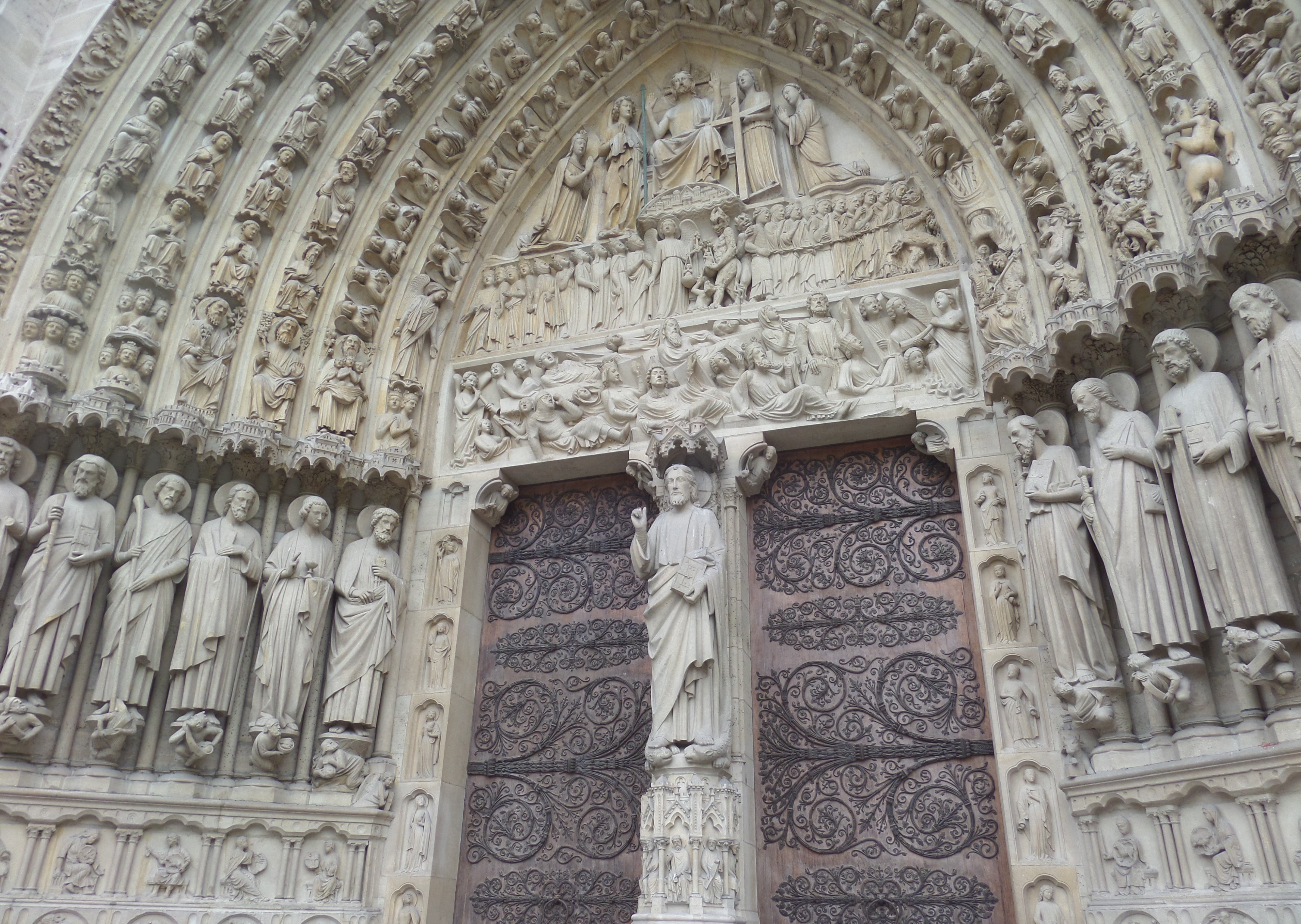
パリのノートルダム大聖堂のドア。ドアの周囲を新約聖書にまつわる彫刻の施されたポルタイユが囲む
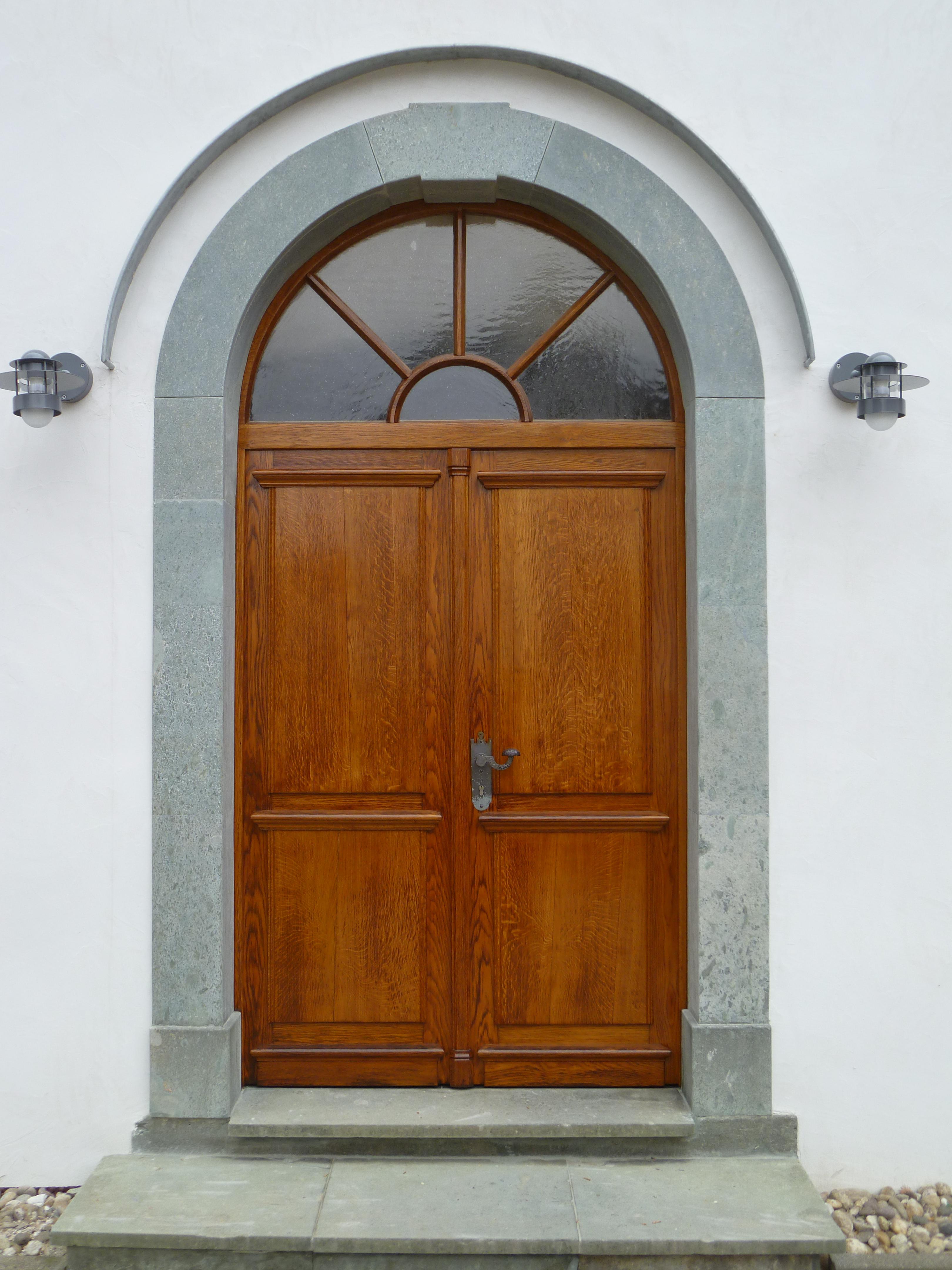
一般的な教会堂の玄関ドア
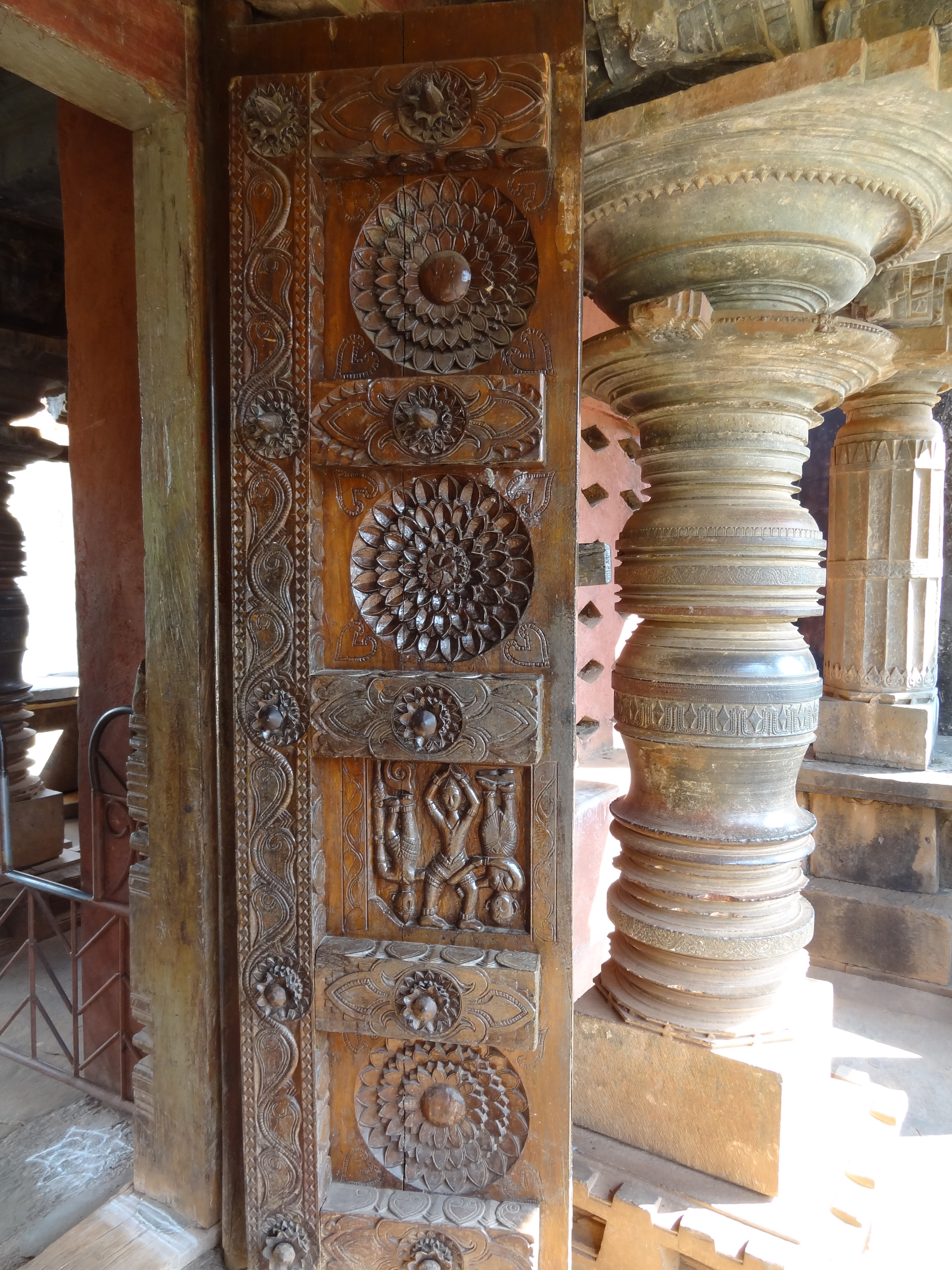
南インドen:Banavasiの寺院の彫刻のほどこされた木製ドア

- 通用口のドア

### 部屋の扉
建物内の各部屋の扉は雨に晒されないので、薄い塗装の扉や、塗装無しの木材でできた扉も使うことができる。日本家屋ではふすまなど、紙も多用される。
錠（ロック）は付けられているものも、付けられていないものもある。

#### ガラリ戸
戸の一部、または全体に、幾枚もの小幅の羽根板（ルーバー、ガラリ）を、一定の傾斜を付けて少しずつ間を空け、平行に取り付けた戸のこと。英語ではlouver doorと言う。鎧戸（よろいど）またはルーバー戸とも言う。木製、鋼製、プラスチック製のものがある。通風を保ちつつ、視線・日射を遮ることが出来る。
浴室や洗面所の間仕切り戸としてよく使用される。また、玄関や居室の開口部に、玄関ドアやガラス戸、ガラス窓などとの組み合わせで使用されることもある。ドア下部にガラリを設置した物をドアガラリ、ドア全体にガラリを付けた物をガラリ戸と呼び分ける。

#### フラッシュ戸
木製及び金属製の戸で表面が平滑になっている扉のこと。木製の場合は、木枠の両面に化粧合板を張りつけた構造のものが多い。フラッシュパネルとも呼ぶ。フラッシュ（英語：flush)とは表面が平らなパネルのこと。

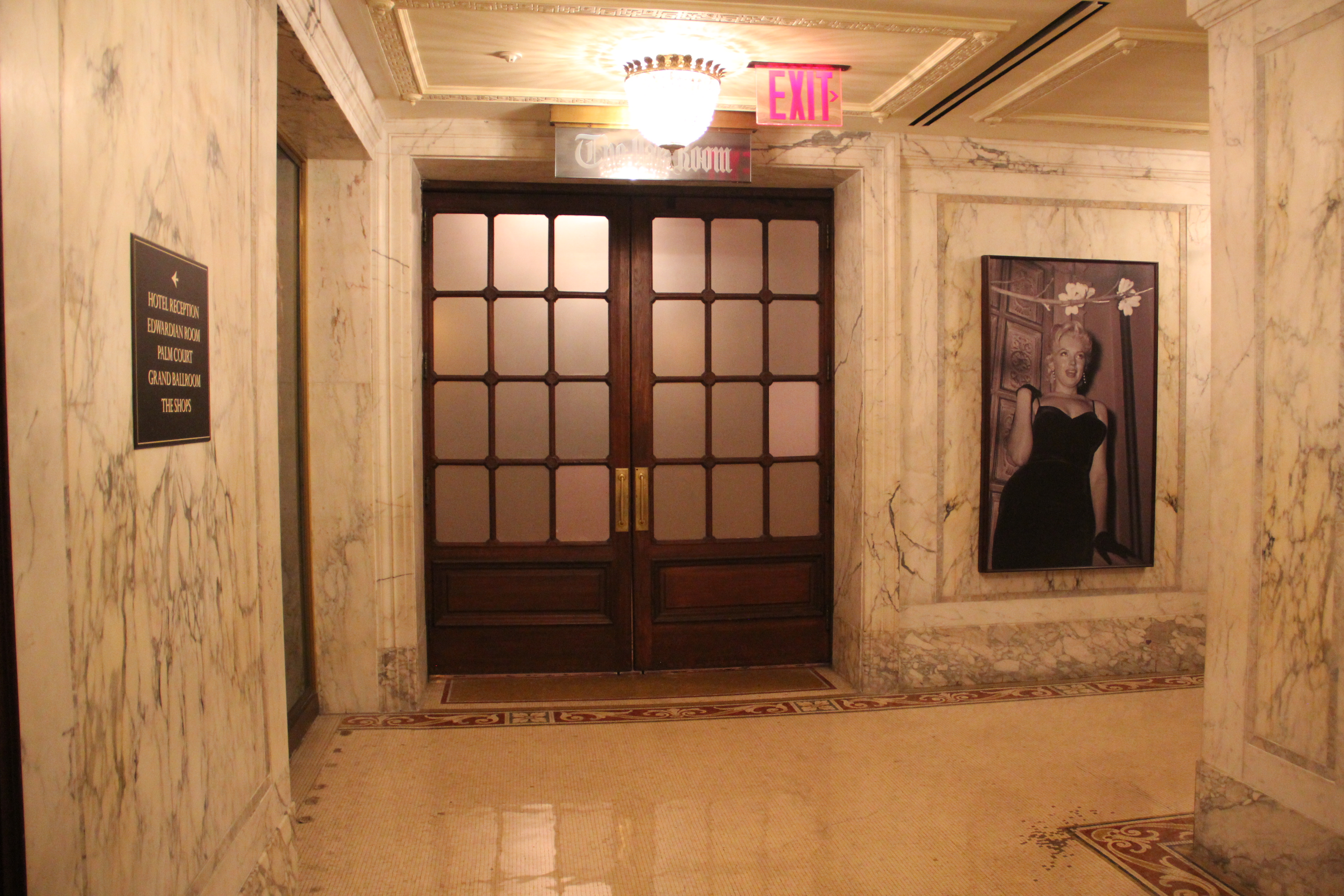
プラザホテル・オークルームのドア
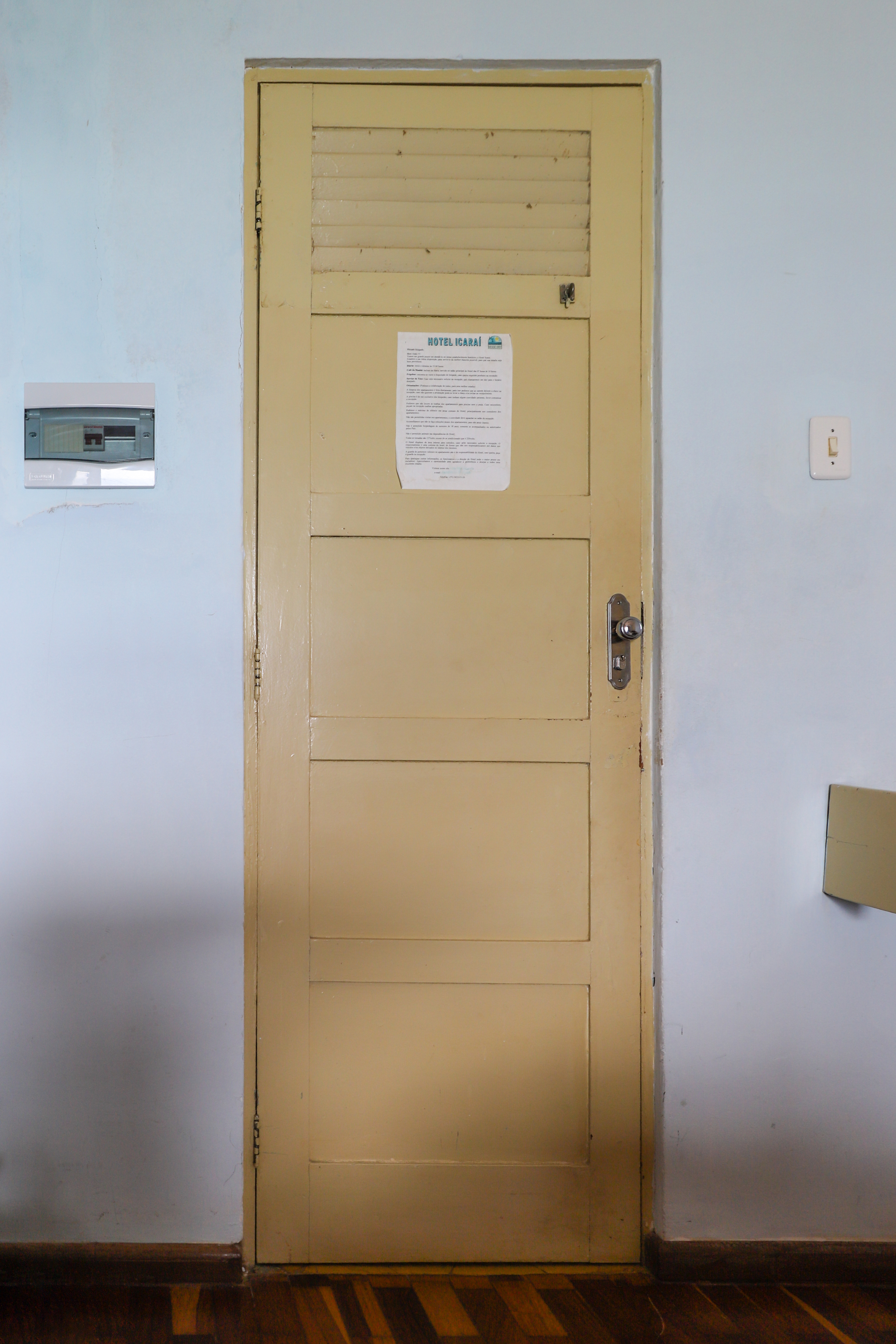
ブラジルバイーア州にあるホテルの客室ドアの内側
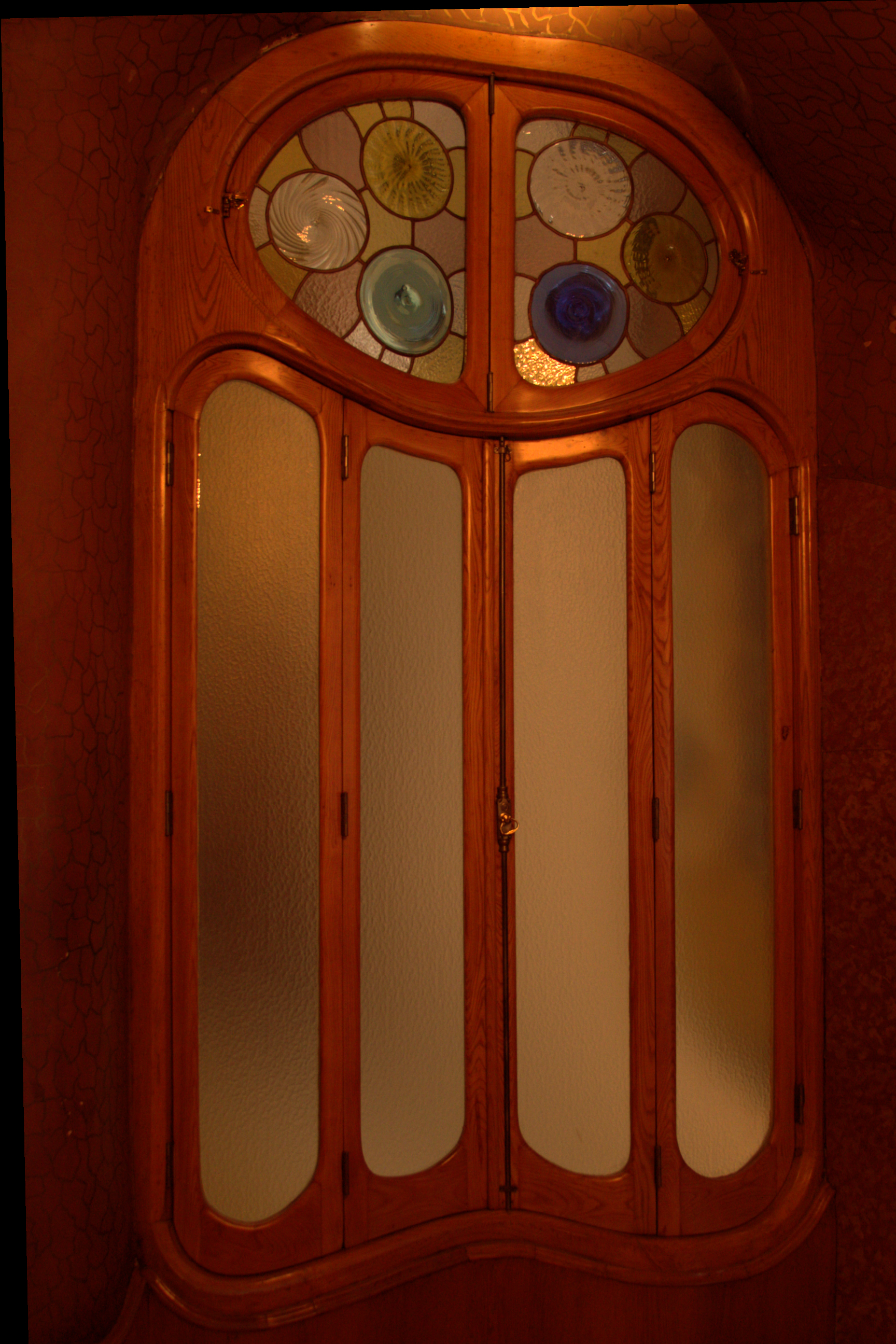
カサ・バトリョのドア
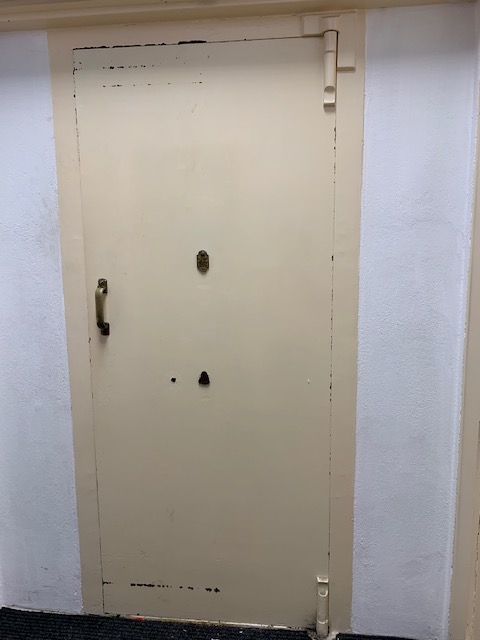
Croydon Airportの建物内のドア
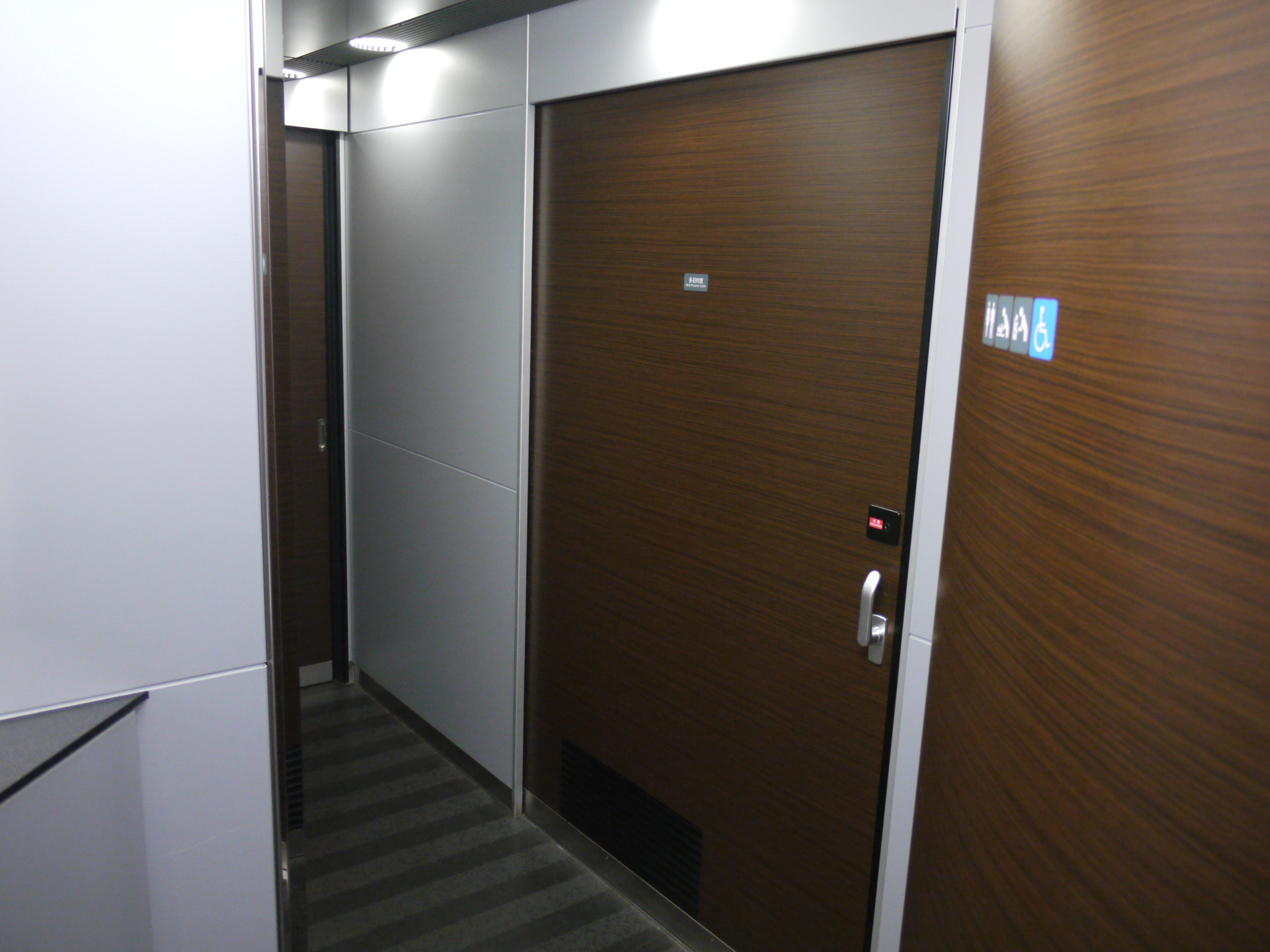
現代的な多目的室のドア

非常扉
非常口の扉は内側からは開き、外側からは開けられない構造にしてある。平時に安易に使用されることを防ぐために、扉内側のロック（錠）に覆いをかぶせてあるものもある。使用時には取り除いたり割ったりした上でロックを解除する。
防火扉
火災時に火災報知機などと連動して自動的に閉鎖される耐火性のある扉。炎熱を遮断して延焼を遅らせ、また煙を遮断することで避難者の安全を確保する。閉鎖しても人力で開閉することもできるか、あるいは人が通り抜けられるよう小さな扉が取り付けられるなどしてあり、避難を妨げない様になっている。
パニックオープン
災害などパニックが発生した場合などに、広い開口部に切り替えられる扉。大規模な災害の際には、出入り口がボトルネックとなって群集事故に発展することもあるが、パニックオープン（機構・機能・システム）を具えたこれらの扉は、防災設備の操作で電磁ロックが外れ一斉開放されたり、内側の手摺り状のハンドルを押す（体当たりでも構わない）ことで開放され、建物からの脱出を容易とする。普段動力で開閉される自動ドアでも同システムを具えたものでは、扉左右の引き戸ごと外側に開放され、通常の倍以上の開口部となるものも見られる。
なお地震などで建物が歪んでしまった場合、扉の開閉に支障をきたす場合もあるが、パニックオープンなど被災時を想定した扉では、多少の歪みでも開閉性が損なわれない強化されたものもある。
ペットドア
人が通るためのドアが閉じていても、飼い犬や飼い猫などは通すための、扉に取り付けられた小さな扉は「ペットドア」という。上方向に開くものは英語ではflapと呼び、ネコ用は「cat flap キャットフラップ」などと言う。
金庫扉
金庫室の出入口に設置される扉。外部からの破壊攻撃に耐える防盗性と、火災から保管物を守る耐火性を兼ね備える。強盗がドリル、溶断機（溶接機）、ハンマーなどで攻撃・破壊する場合でも相当時間耐えられなければならない。なかでも銀行の金庫室の扉は、さまざまな扉と比較しても特に頑丈に作られている。金融機関の金庫室のものでは、ロック（錠）の機構も巨大で、油圧で動く多数の棒で壁とがっちり一体化するものもあり、そういったものでは重量が数トンほどにもおよぶ。

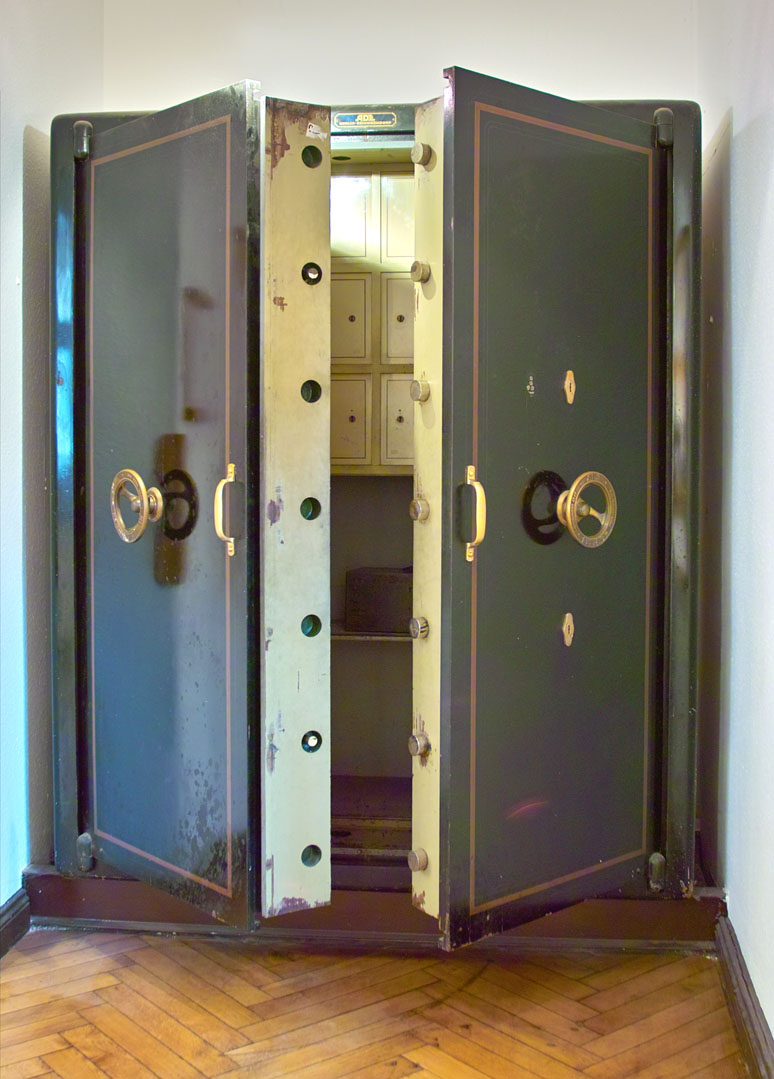
金庫の扉
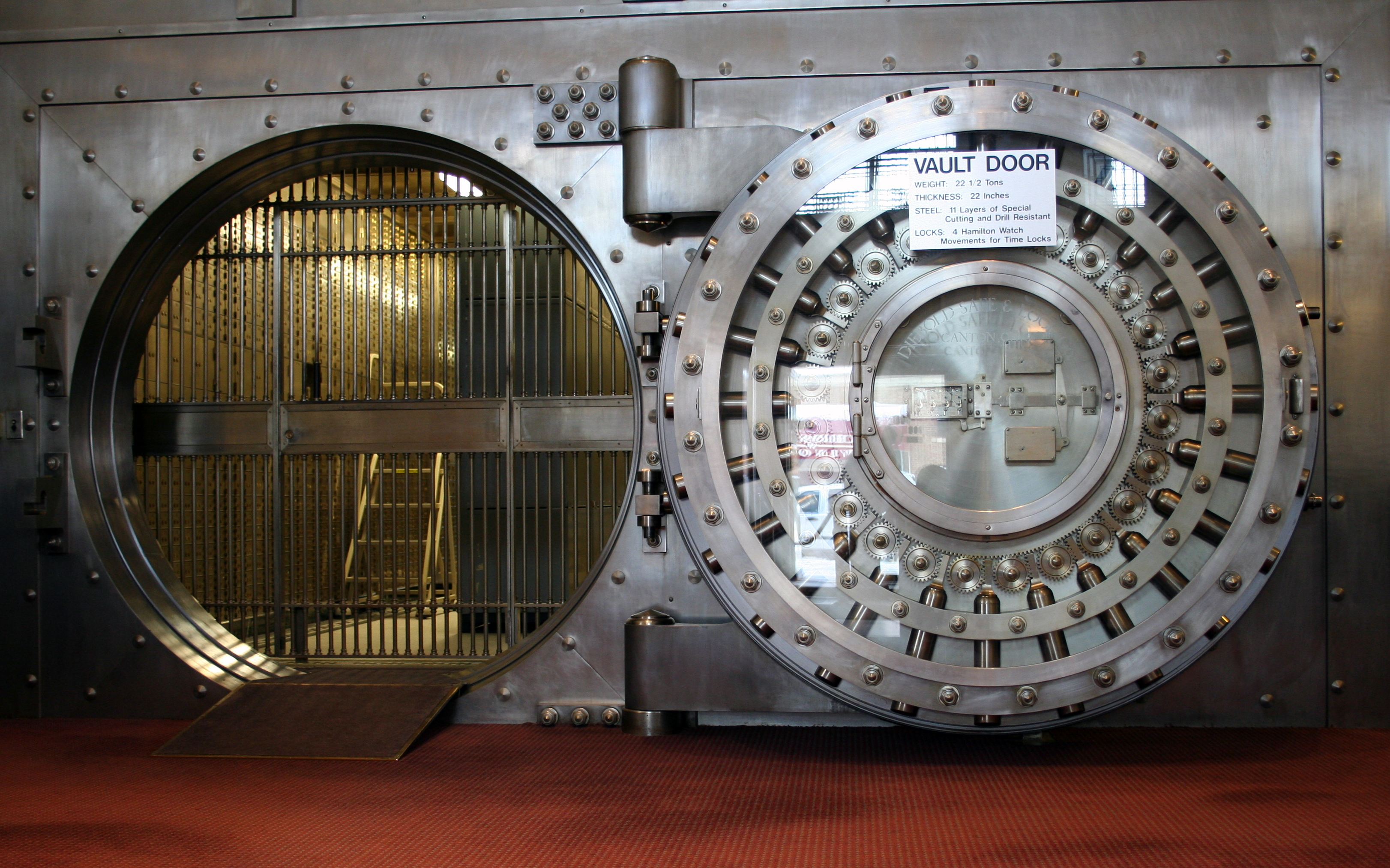
放射状の多数のロック棒が油圧で動き、壁の穴に入り、一体化しロックされる。厚さ1mほどで重さ22.5トン。

## 乗り物のドア

### 船舶
船舶にも岸壁から荷物を積み込むためのドア、甲板と船室を隔てるドアなどがつけられていることがある。大型船（本船）では、船内に多数の小部屋があり、それぞれの出入口にドアがついている。
甲板上の空間と内部を隔てる板、蓋（ふた）状のものは「ハッチ」と呼ぶ。浸水を防ぐために、甲板側には十分な高さのハッチコーミング（穴の周囲の、高さ数センチ～10数センチ程度の囲い壁）が施工されており、それを覆うような形状になっている。

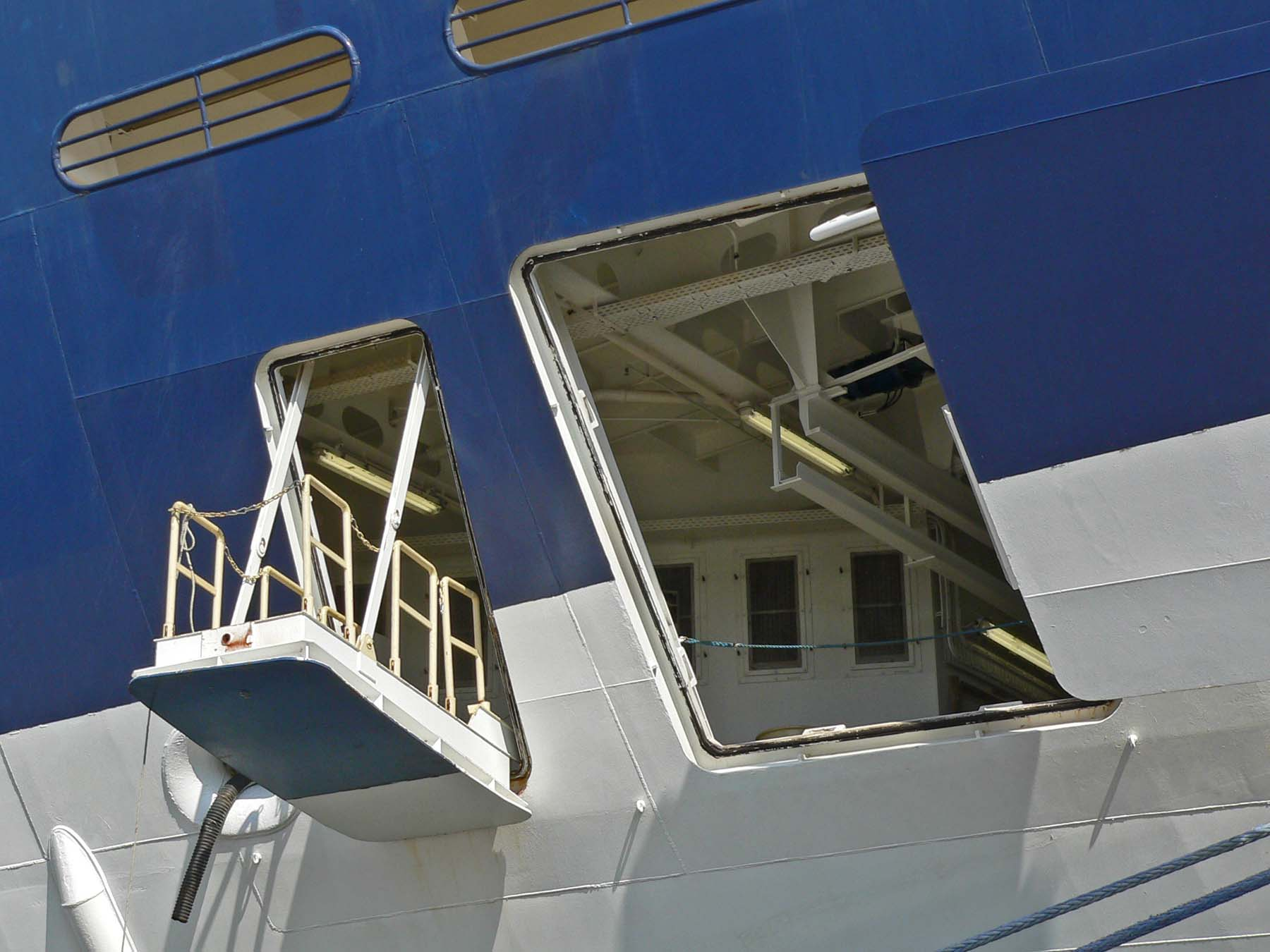
船舶の船体横のドア
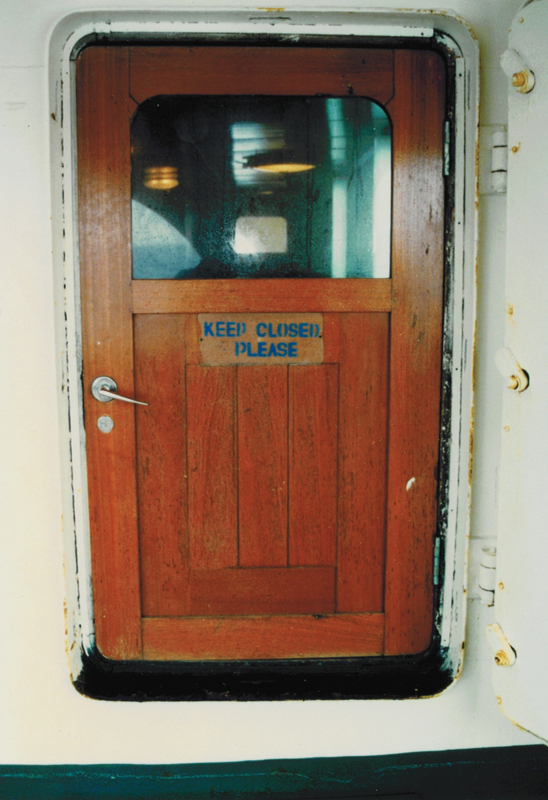
船舶の甲板と船員室との間のドア
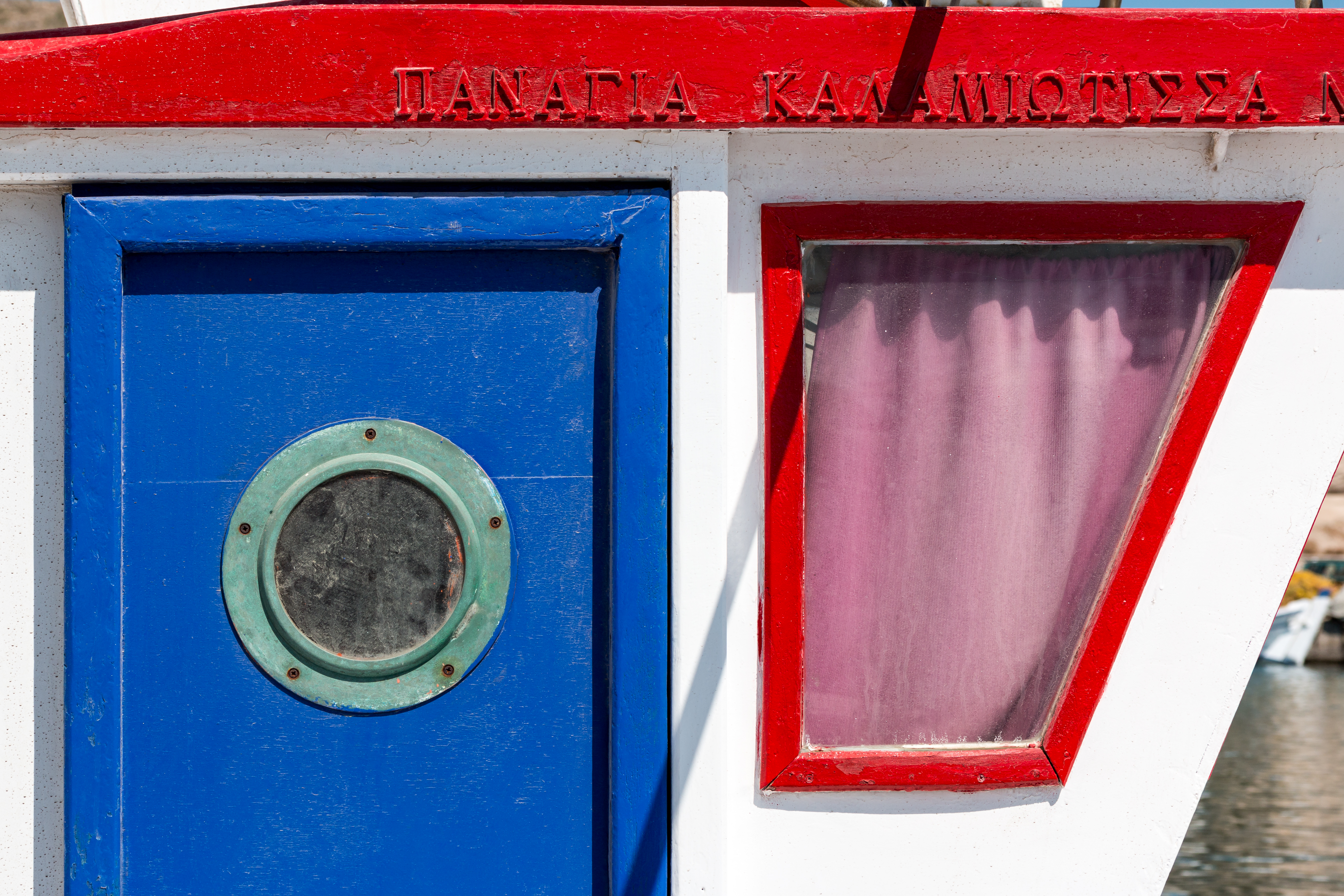
ギリシア、サントリーニ島のボートのドア

### 自動車
「2ドア」「3ドア」などと、ドアの数によって、自動車を分類することも行われている。
車体後部に、跳ねあがるドアをつけたものは「ハッチバック」と言う。現在では運転席や助手席のドアは開き戸が一般的。20世紀前半には、ヒンジが自動車の後部側についていて前方（運転者の足の側）が大きく開くドア（スーサイドドア）も多かったが、その後、ヒンジが前方に付き後ろ側が開くドアが標準的になった。近年のワンボックスカーの後部座席横にはスライドドア（引き戸）を持つものが一般的。助手席側だけにスライドドアを持つものが一般的だが、左右両側にスライドドアを持つものもある。一部にガルウィングドア（ガルウィング）という、開けるとカモメの翼のような形で広がるドアを持つ自動車もある。自動車のドアは交通事故によって変形しても開閉が妨げられにくいよう工夫されている。軍事用自動車や大統領用自動車のドアには（車体同様に）防弾素材が埋め込まれているものもある。

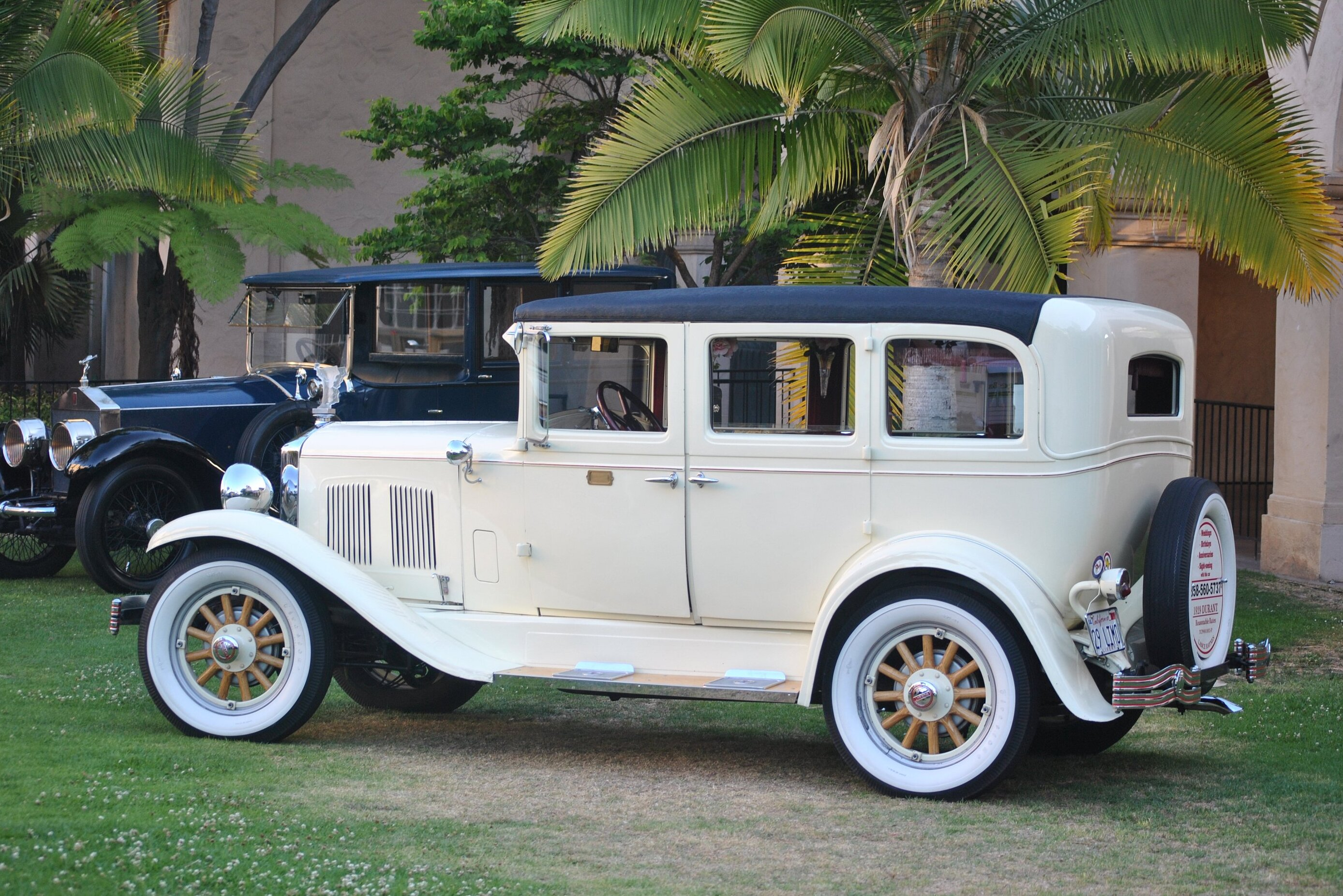
4ドアの1929年製Durant limousine。横から見ると「観音開き」になっており、助手席は左に、後部座席は右に開く。
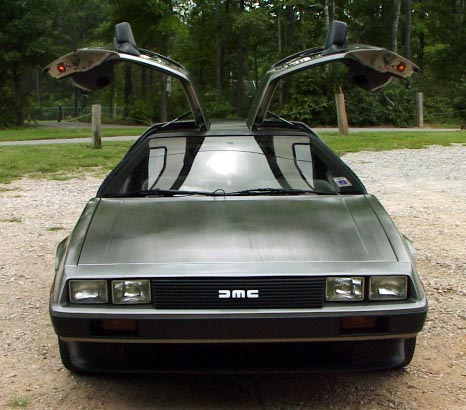
ガルウィングドアのデロリアン

### 鉄道

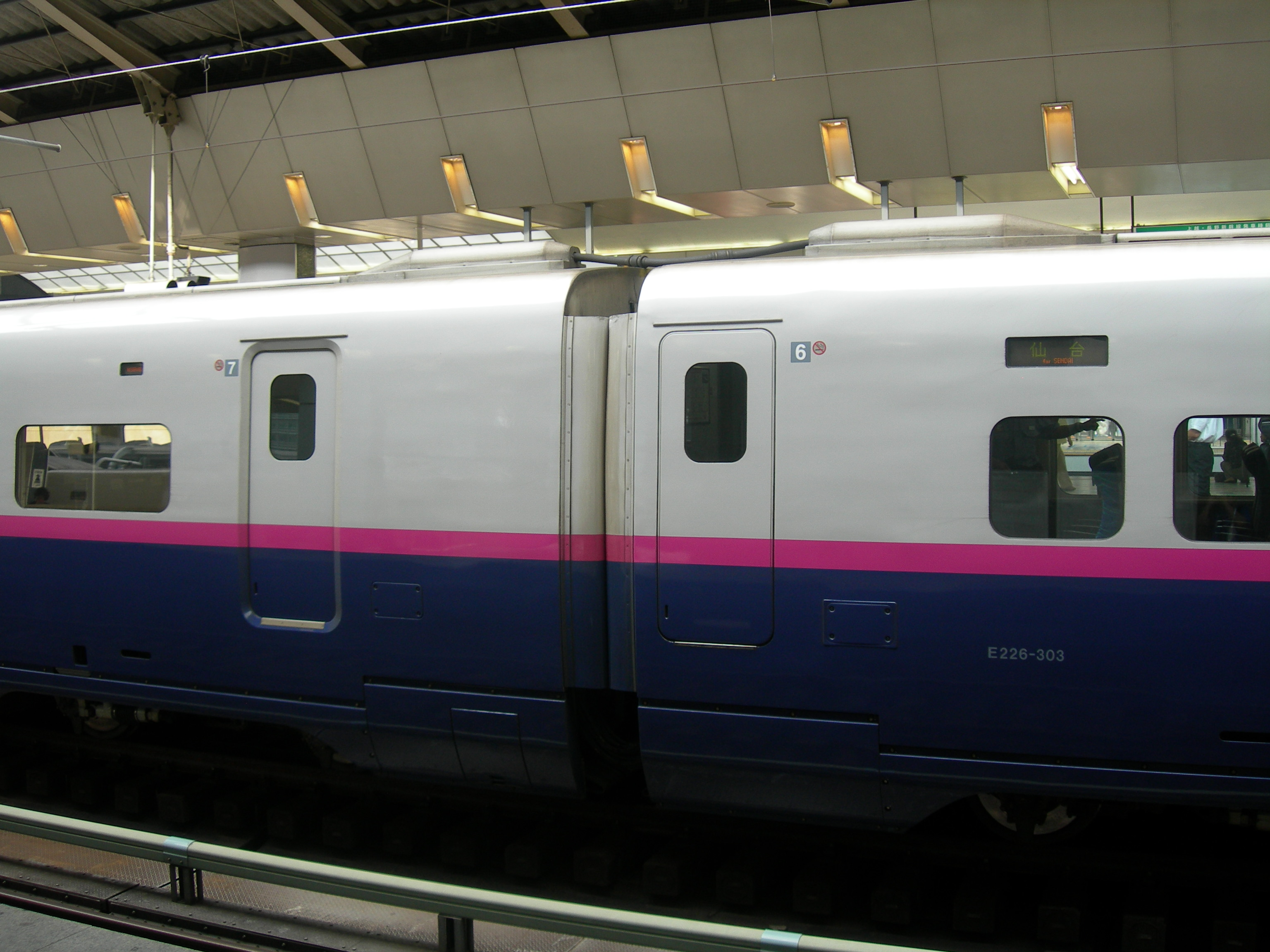
日本の新幹線E2系電車のドアの外観例。左：E225形100番台（7号車、引き戸）
右：E226形300番台（6号車、プラグドア）

日本では戸袋式の引き戸が一般的。世界的にはプラグドアや外吊り式の引き戸も多い。日本でも路面電車や新交通システムなどで見られる。列車の先頭車（先頭車両や動力車）や最後尾車の運転手や車掌が乗り降りするドアは開き戸で内開きが一般的。

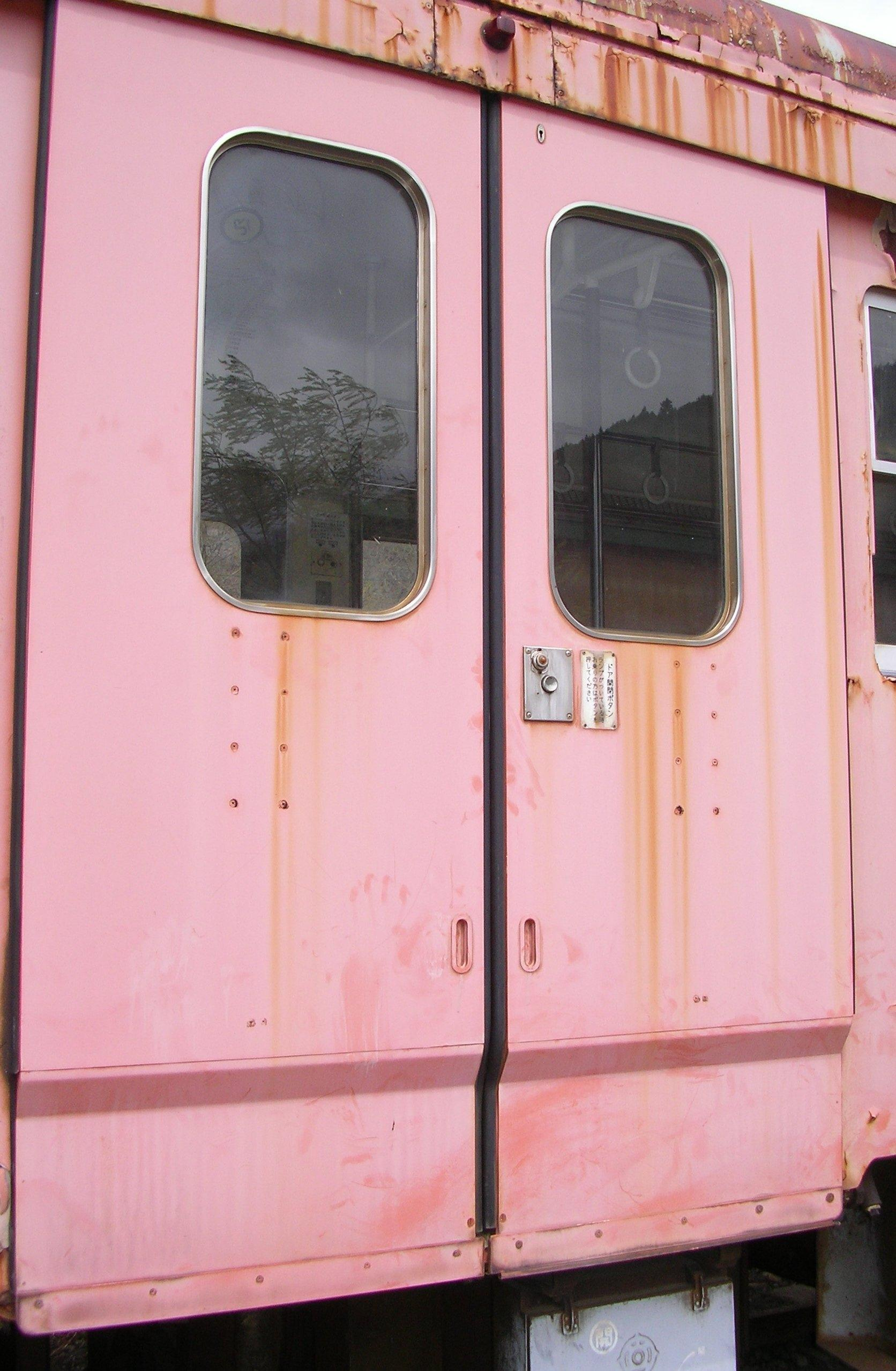
国鉄キハ35系気動車の外吊りドア
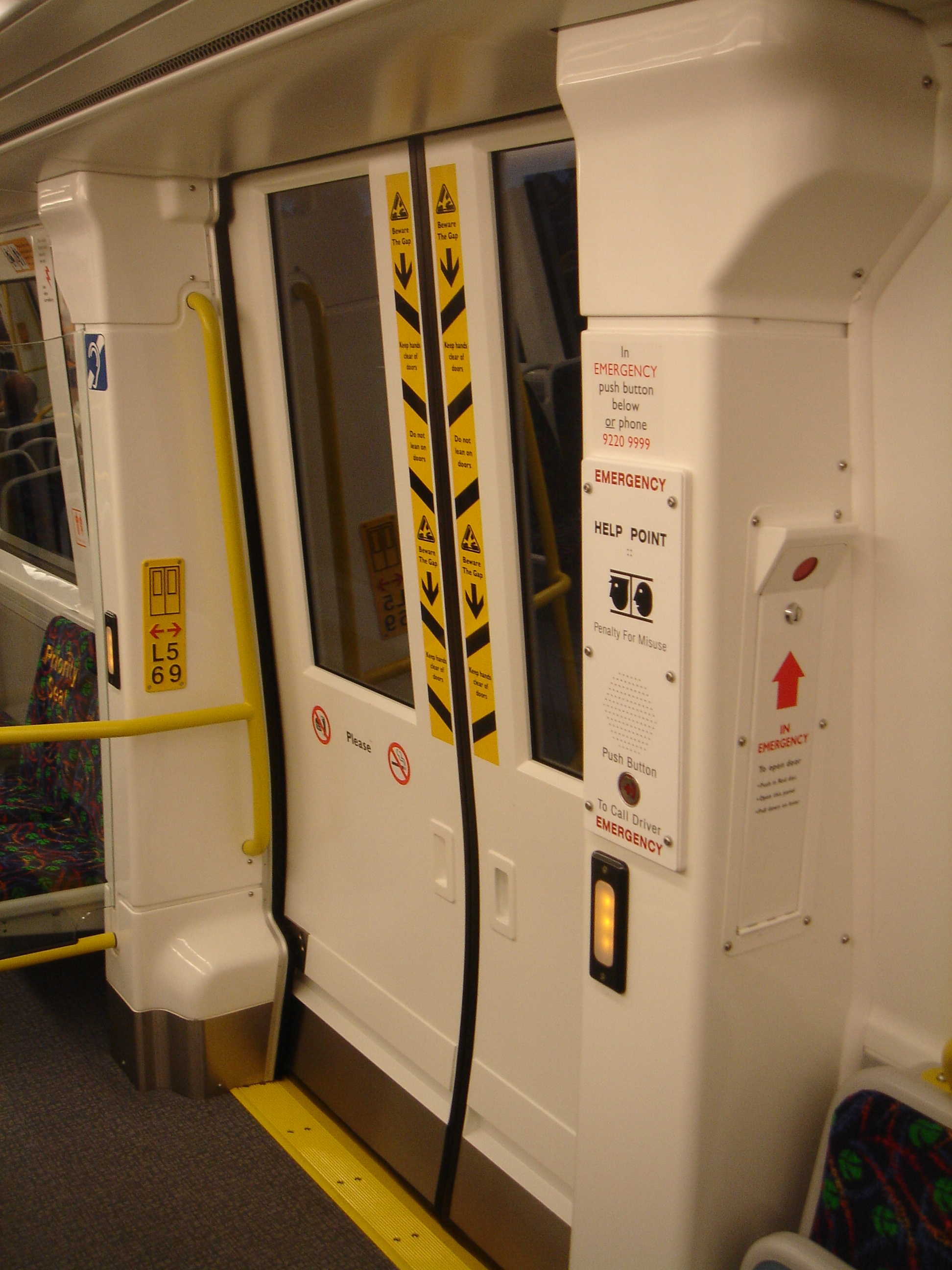
西オーストラリアのen:Transperth Trainsのen:Transperth B-series trainのドアの内側
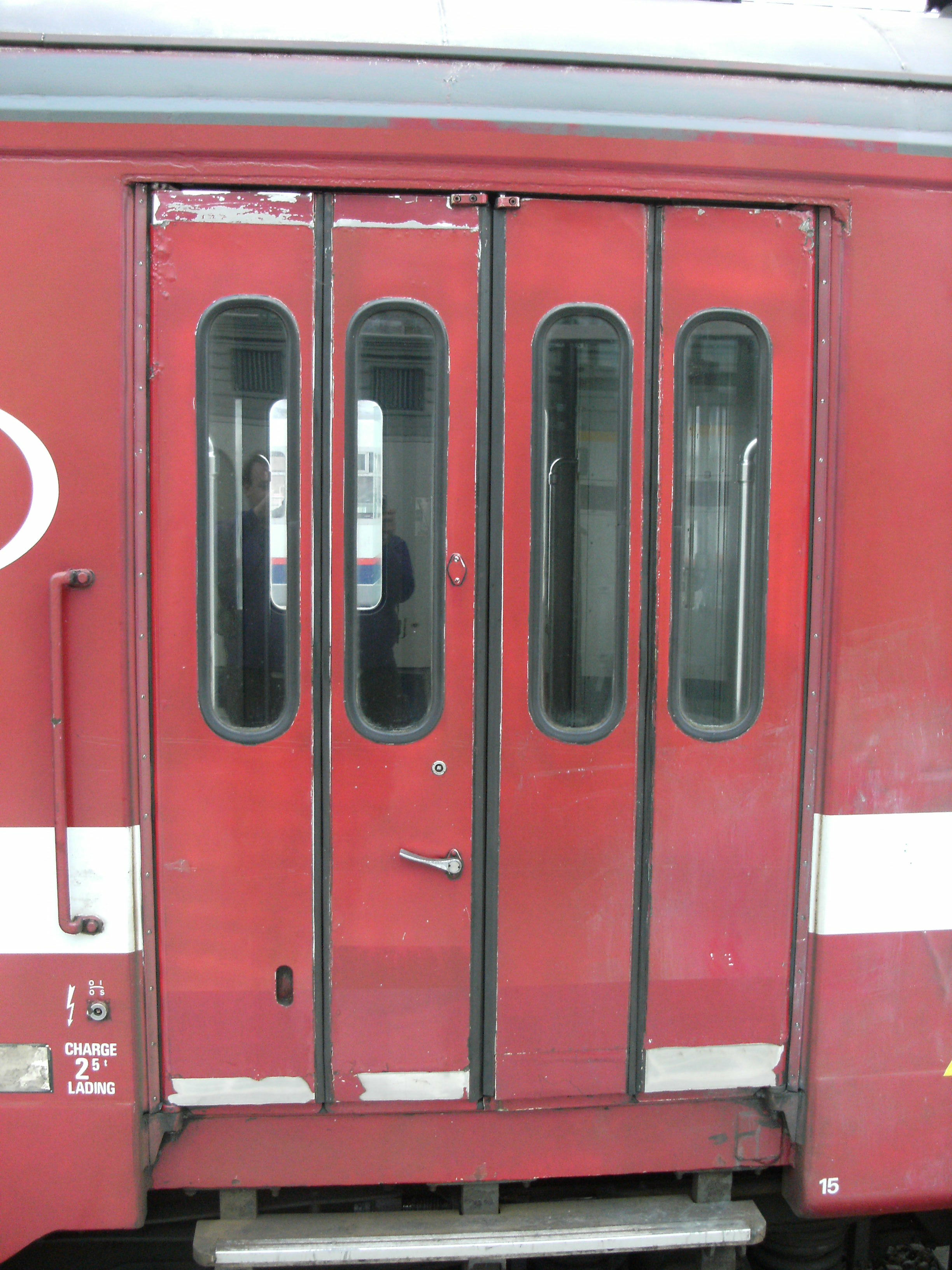
ベルギーの列車のドア
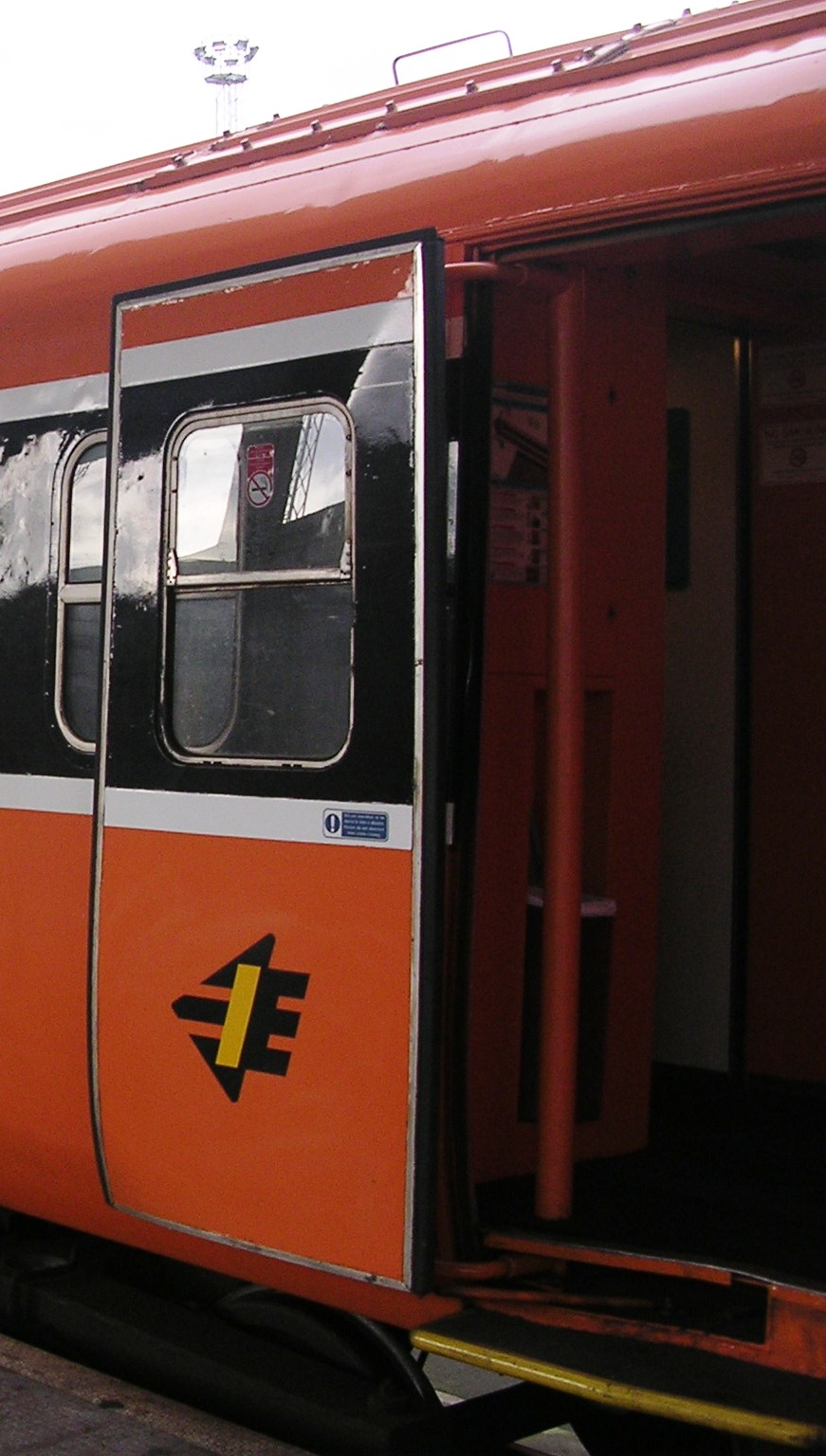
イギリス国鉄マーク3客車の自動扉
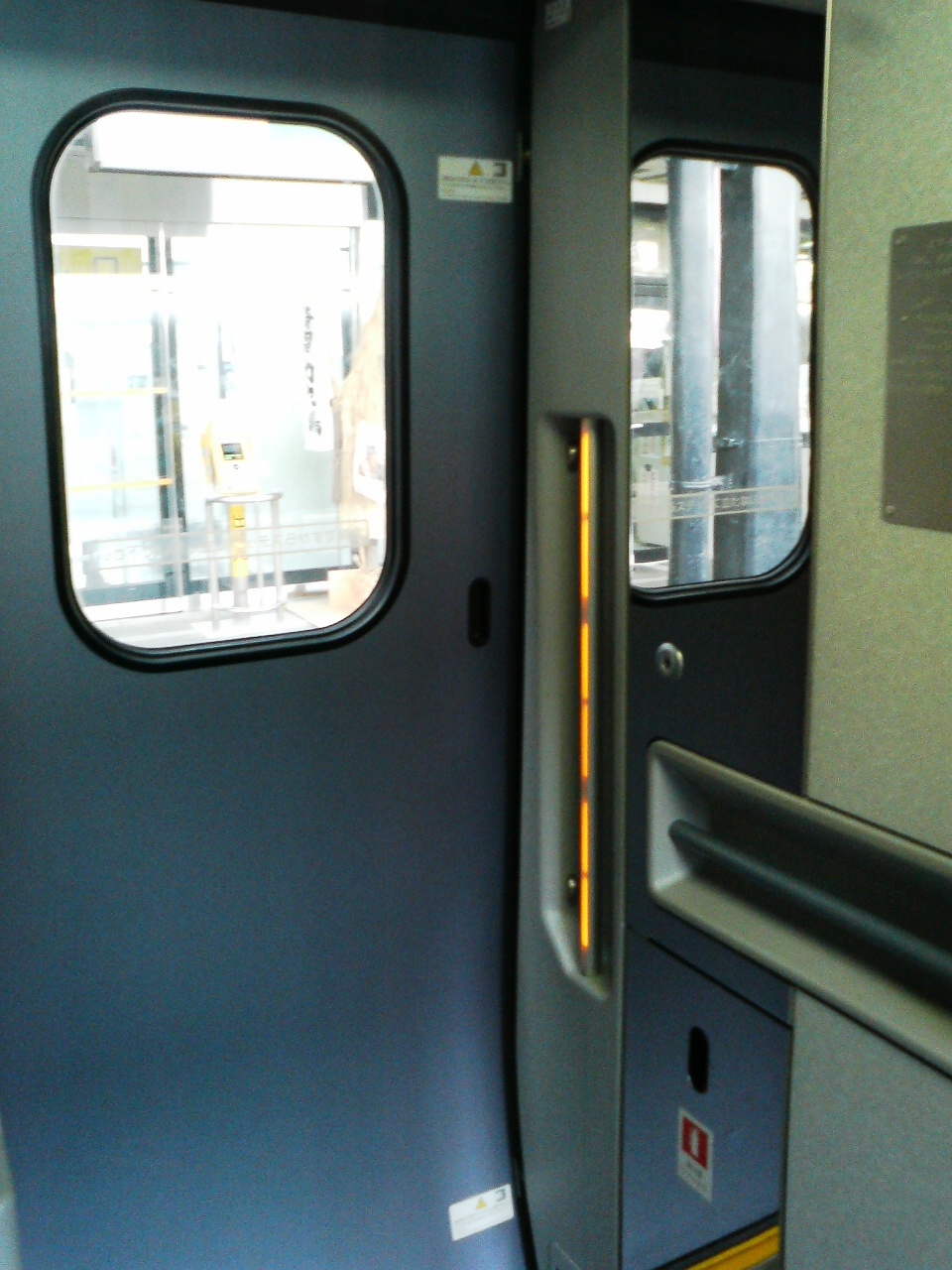
日本の新幹線E3系電車2000番台のドアの内側

### 航空機
航空機の出入り口は船舶とのアナロジーで船舶用語を流用して「ハッチ」と呼ぶ伝統がある。気密構造になっているものが多い。

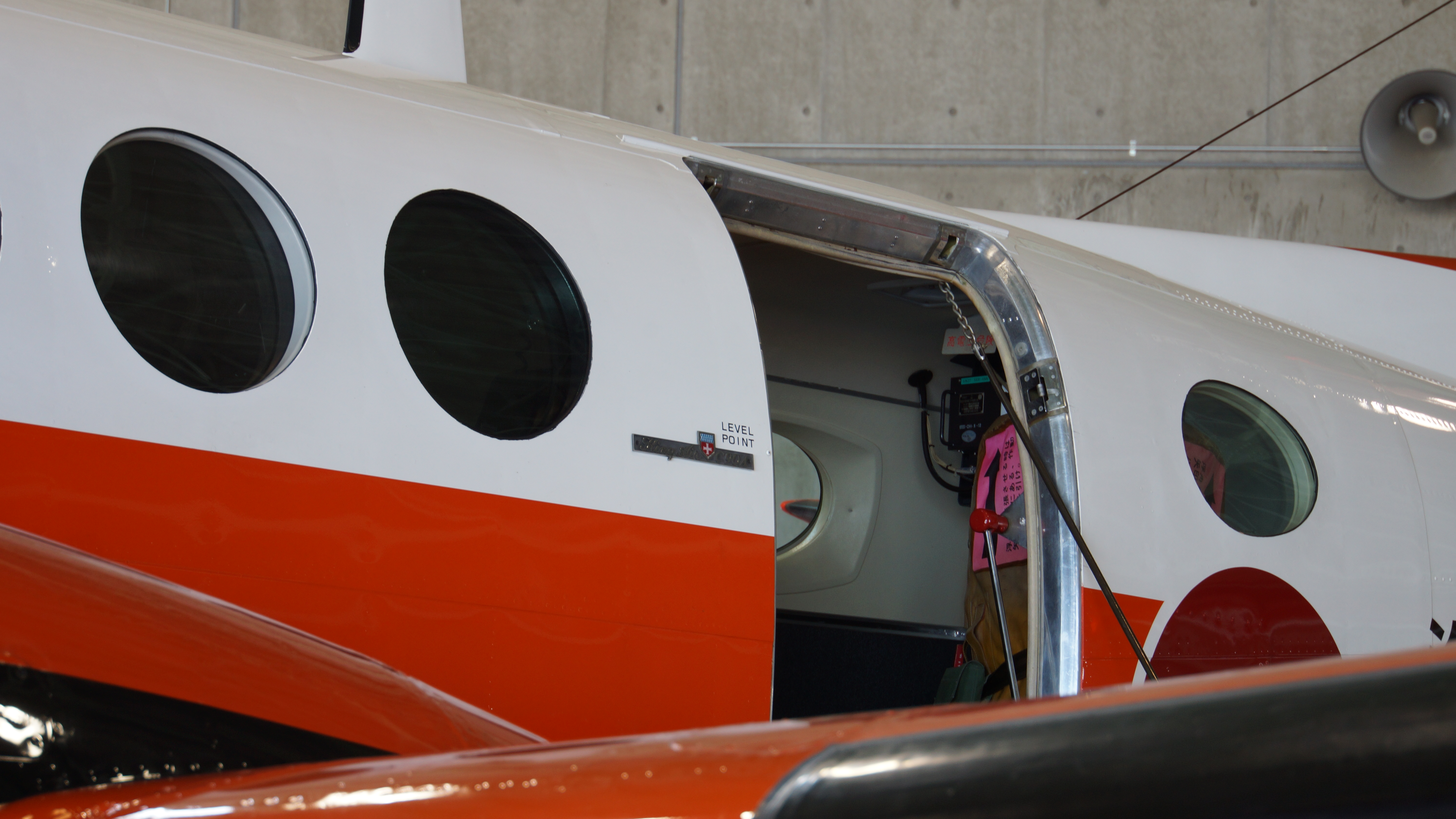
練習機のドア
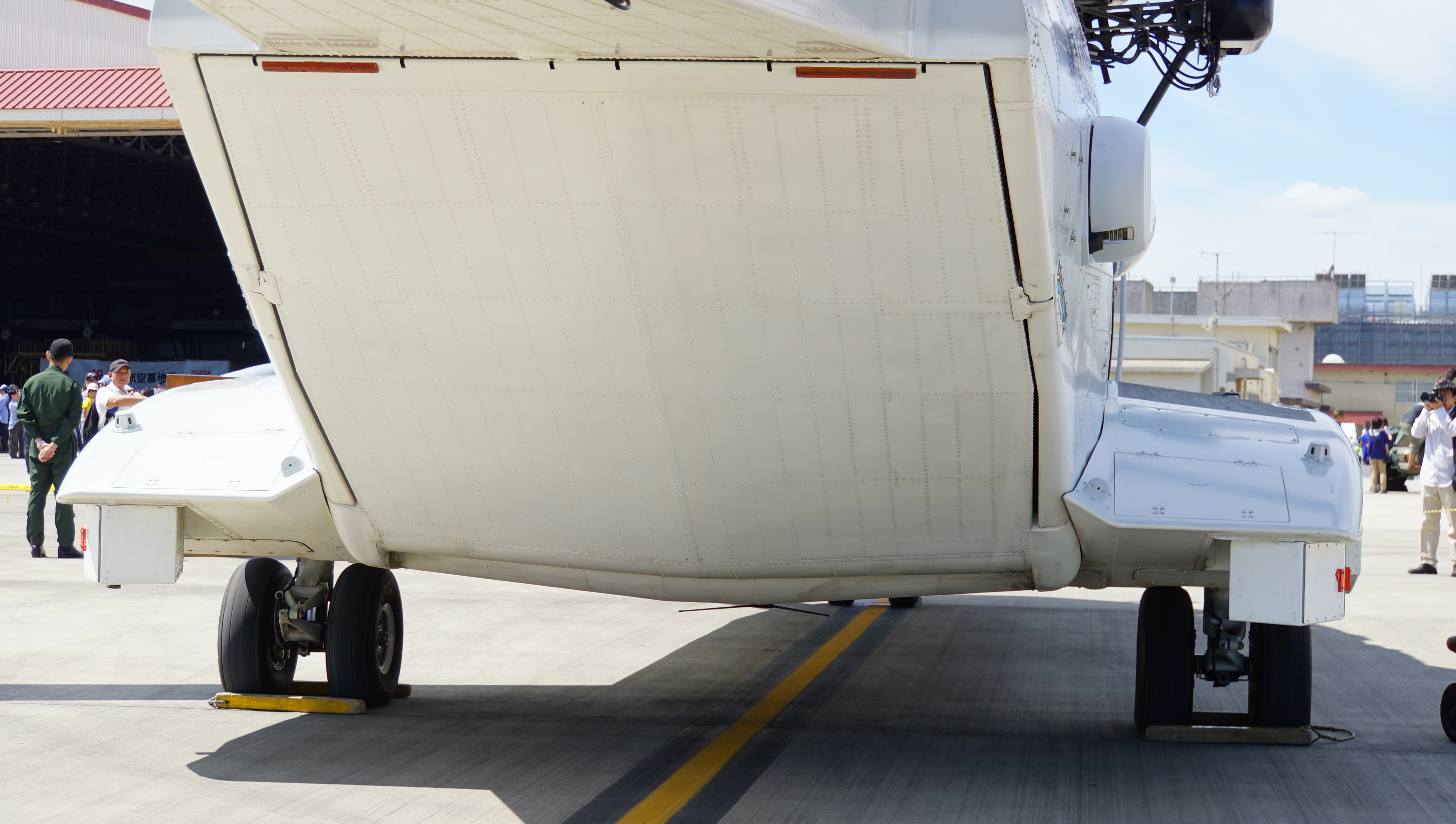
海上自衛隊の掃海・輸送ヘリコプターMCH-101（8651号機）の後部のランプ・ドア。

### 宇宙船
エアロックは乗員や貨物が通過することを可能にし、空気が大量に放出されてしまうことは防ぎ、内外の気圧差（圧力差）を保持する。

## 収納家具のドア
収納用家具の、物を出し入れする部分に取り付けられる開閉式の板も「扉」や「ドア」という。たとえば戸棚、押入れなどのそれである。

## ドアメーカー
- en:Masco（ブランド：Milgard Windows & Doors）
- en:Fortune Brands Home & Security（ブランド：Therma-Tru Doors）
- Alside
- Atrium Windows and Doors
- MI Windows and Doors
- Polaris Windows & Doors
- Steves & Sons Inc.
- Quaker Windows and Doors
- Durabuilt Windows & Doors
- Northeast Building Products
- Simpson Door Co.
- Wincore Windows and Doors
- Stanley Doors
- Tru Tech Doors
- GlassCraft Door Co

日本
- YKK AP
- ナブテスコ
- ナブコドア
- LIXILグループ
- フルテック
- ユニフロー

## その他
- イギリス王室関係者などは、公式の場や衆人の目にさらされる場所では、ドアの開け閉めを自分で行わない。2018年にメーガン・マークルが自動車のドアを自ら閉めた際には、その行為自体がニュースになった。なお、王室メンバーや要人がドアの開け閉めを他人に任せているのは、安全上の理由であるとされている[18]。